# Roque (échecs)
Pour les articles homonymes, voir Roque.

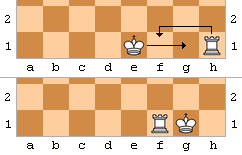
Petit roque du roi blanc (en e1) : on déplace le roi de deux cases vers la tour en h1 qui arrive en g1, et on place la tour derrière en f1.

Le roque est un déplacement spécial au jeu d'échecs. Il consiste à déplacer le roi de deux cases vers une des tours, et à placer cette tour derrière le roi. Ainsi, le roque permet, en un seul coup, de mettre le roi à l'abri tout en centralisant une tour, ce qui permet par la même occasion de mobiliser rapidement cette dernière. Il s'agit du seul coup légal permettant de déplacer deux pièces, sans respecter le déplacement classique du roi et de la tour de surcroît. On distingue le petit roque quand le roi se déplace vers la tour la plus proche (voir figure) et le grand roque quand le roi se déplace vers la tour la plus loin.

## Étymologie
Le mot « roque » vient du mot persan pour char, l'ancien nom de la tour, « roukh » (رخ)[réf. nécessaire], également à l'origine du nom anglais de la tour, « rook »[réf. nécessaire].
Par analogie avec le fait de translater des unités le long du front de bataille, ce terme d'échecs aurait donné le mot « rocade » en infrastructure militaire, puis en urbanisme civil.[réf. nécessaire]

## Historique
Le roque trouve son origine dans le saut du roi. Il existait deux formes de ce saut : soit le roi se déplaçait une fois comme un cavalier, soit il avançait de deux cases lors de son premier coup. Le déplacement du roi en forme de cavalier pouvait être utilisé tôt dans la partie pour mettre le roi en sécurité ou plus tard pour échapper à une menace. Cette seconde forme était jouée en Europe dès le xiiie siècle. En Afrique du Nord, le roi était transféré à une case sûre par une procédure en deux mouvements : le roi se déplaçait sur la deuxième rangée du joueur, puis la tour et le roi échangeaient leurs places initiales.
Différentes formes de roque se sont développées avec la diffusion des règles au cours des xve et xvie siècles, ce qui a augmenté la puissance de la dame et du fou, leur permettant d'attaquer à distance et des deux côtés de l'échiquier, renforçant ainsi l'importance de la sécurité du roi.
La règle du roque a varié selon les lieux et les époques. Dans l'Angleterre, l'Espagne et la France médiévales, le roi blanc pouvait sauter vers les cases c1, c2, d3, e3, f3 ou g1, à condition qu'aucune capture n'ait lieu et que le roi ne soit pas en échec et ne traverse pas une case menacée ; le roi noir pouvait se déplacer de manière analogue. En Lombardie, le roi blanc pouvait également sauter vers a2, b1 ou h1, avec des cases correspondantes pour le roi noir. Plus tard, en Allemagne et en Italie, la règle fut modifiée de sorte que le déplacement du roi soit accompagné d'un mouvement de pion.
Dans le Manuscrit de Göttingen (vers 1500) et dans une partie publiée par Luis Ramírez Lucena en 1498, le roque consistait à déplacer la tour, puis à déplacer le roi lors de deux mouvements séparés.
La version actuelle du roque a été établie en France en 1620 et en Angleterre en 1640. Elle permet de combiner le déplacement de la tour et le saut du roi en un seul mouvement.
À Rome, du début du xviie siècle jusqu'à la fin du xixe siècle, la tour pouvait être placée sur n'importe quelle case, y compris celle du roi, et le roi pouvait être déplacé sur n'importe quelle case de l'autre côté de la tour. Cela s'appelait le roque libre.
Dans l'édition de 1811 de son traité sur les échecs, Johann Allgaier a introduit la notation 0-0. Il distinguait entre 0-0r (à droite) et 0-0l (à gauche). La notation 0-0-0 pour le roque du côté de la dame a été introduite en 1837 par Aaron Alexandre. Cette pratique fut adoptée dans la première édition (1843) de l'influent Handbuch des Schachspiels et est rapidement devenue la norme. Dans la notation descriptive anglaise, le mot "Castles" (roque) était initialement écrit en toutes lettres, avec "K's R" ou "Q's R" pour désambiguïser si nécessaire ; finalement, la notation 0-0 et 0-0-0 fut empruntée au système algébrique.

## Principe
Il s'agit de déplacer horizontalement le roi, sans qu'il ait encore bougé durant la partie, de deux cases vers l'une des deux tours du même camp et de placer la tour la plus proche du Roi, sur la case qu'il touche dans le sens contraire de son déplacement. On parle de petit roque lorsque le roi et la tour (colonne h) ne sont séparés que par deux cases (sur l'aile roi), et de grand roque, lorsque les deux pièces sont séparées par trois cases (sur l'aile dame - tour sur la colonne a).
En notation algébrique, le petit roque se note 0-0 et le grand roque se note 0-0-0.

### Petit roque
Le Roi blanc se déplace de deux cases en direction de la tour, et la tour se place immédiatement à gauche du Roi. Dans cette situation, le roque noir est provisoirement interdit car il y a une pièce (le cavalier g8) entre le roi (e8) et la tour (h8).
| Coups précédents : 1. e4 e5 2. Cf3 Cc6 3. Fc4 Fc5 | Positions initiale et finale |

### Grand roque
Le grand roque s'effectue de la même manière que le petit roque : le roi avance de deux cases en direction de la tour (en a1 ou en a8), et cette dernière se place de l'autre côté du roi. (Cet exemple permet deux roques : un grand roque blanc et un petit roque noir.)
| Coups précédents : 1. e4 e5 2. Cc3 Cc6 3. b3 Fc5 4. Fb2 d6 5. De2 Cf6 | Positions initiale et finale |

## Règles concernant le roque

### Conditions pour roquer

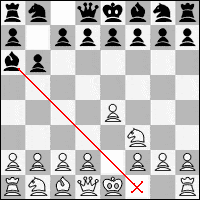
Le petit roque blanc est temporairement interdit.

Le roque nécessite plusieurs conditions :
- toutes les cases qui séparent le roi de la tour doivent être vides[3]. Par conséquent, il n'est pas permis de prendre une pièce adverse en roquant ;
- ni le roi, ni la tour ne doivent avoir quitté leur position initiale. Par conséquent, le roi et la tour doivent être dans la première rangée du joueur[2],[4], et chaque camp ne peut  roquer qu'une seule fois par partie[5] ; en revanche, le roi peut déjà avoir subi des échecs, s'il s'est soustrait à ceux-ci sans se déplacer.
- aucune des cases (de départ, de passage ou d'arrivée) par lesquelles transite le roi lors du roque ne doit être contrôlée par une pièce adverse[6]. Par conséquent, le roque n'est pas possible si le roi est en échec. Dans la situation de la figure de droite, les Blancs ne peuvent pas roquer puisque le fou noir en a6 (voir notation algébrique) menace la case f1 (symbolisée par la croix rouge) par laquelle le roi devrait transiter pour faire son roque. En revanche la tour, ainsi que sa case adjacente dans le cas du grand roque, peuvent être menacées.

### Exécution
Comme tous les coups, le roque doit s'effectuer avec une seule main. Pour éviter toute contestation, le roque s'exécute en déplaçant d'abord le roi, et seulement ensuite la tour. Si un joueur roque en déplaçant la tour en premier, son adversaire peut considérer que ce dernier déplace la tour et est en droit d'invoquer la règle « pièce touchée, pièce jouée » et de l'obliger à déplacer uniquement cette dernière, lui interdisant alors de roquer de ce côté,.
Si un joueur touche volontairement son roi puis sa tour mais n'a pas le droit de roquer de ce côté, il doit jouer un coup de roi (il peut s'il en a le droit roquer de l'autre côté). S'il n'a aucun coup de roi légal à sa disposition, il est libre d'effectuer tout autre coup légal.

## Stratégie

### Utilité du roque et définition du moment idéal pour roquer
Dans son livre Murir son style par l'exemple, Jeremy Silman rappelle vigoureusement l'utilité du roque. Il compare le roi à des présidents américains (Bush, Johnson ou Nixon) qui n'ont pas combattu eux-mêmes durant les guerres qu'ils ont menées en Irak ou au Viêt-Nam : « Tout dirigeant avisé se terre dans un abri sûr pendant que ses loyaux sujets se font massacrer pour lui. »
Il en est selon Silman de même aux échecs : en restant à leur place d'origine, les rois restreignent la circulation des tours et font une cible facile en cas d'ouverture des colonnes centrales, il est donc plus prudent de mettre cette pièce essentielle en sécurité jusqu'à ce que les risques soient réduits. Le roi est plus en sécurité dans son roque car il est plus difficilement visé par les pièces de l'adversaire et les attaques frontales lui sont évitées par la barrière de pions. 
Il n'est pas possible de donner une règle générale pour savoir à quel moment roquer, en particulier dans une partie où des complications naissent dès l'ouverture et où ce coup peut sembler une perte de temps. Le moment idéal pour roquer dépend de la position, mais il est néanmoins nécessaire de ne pas se « laisser séduire par des escarmouches » car laisser le roi au centre, où il est facilement attaquable, est une faiblesse sérieuse. Il faut donc roquer le plus vite possible, dès que l'occasion se présente. Cependant, il peut être aussi profitable de laisser planer un doute crédible pour son choix entre grand et petit roque... voire carrément d'y renoncer, le roi pouvant parfois rester parfaitement en sécurité au centre.
En exemple, voici une partie illustrative disputée entre Radzinski et Alekhine (ce dernier avec les Noirs) où le roi noir est resté en sécurité au centre et où le retard de roque des Blancs a entraîné pour eux la perte de la partie, leur adversaire disposant des moyens d'en profiter :
1. e4 e5 2. Cf3 d6 3. Fc4 Cc6 4. c3 Fg4 5. Db3? Dd7 6. Cg5 Ch6 7. Fxf7+ Cxf7 8. Cxf7 Dxf7 9. Dxb7 Rd7! 10. Dxa8 Dc4 11. f3 Fxf3! 12. gxf3 Cd4! 13. d3 (13. cxd4? Dxc1+ 14. Re2 Dxh1 donne l'avantage aux Noirs) 13...Dxd3 14. cxd4 Fe7! 15. Dxh8 Fh4 0-1.

### Raisons qui peuvent retarder ou empêcher le roque

#### Erreurs stratégiques
Plusieurs raisons peuvent faire qu'un joueur repousse le moment de roquer pendant l'ouverture. La première est un retard de développement des pièces. Cela arrive quand, dans l'ouverture, un des joueurs, au lieu d'assurer ce développement, joue des coups de pion inutiles ou fait jouer plusieurs fois une pièce déjà développée. Un exemple de l'exploitation de cette situation se trouve dans la partie intitulée Mat de Legal. La seconde sera un trop fort appétit pour les pions : un joueur cherchera à prendre les pions de l'adversaire et en oubliera de développer ses propres pièces. C'est par exemple, selon Alexandre Kotov, ce qui arrive dans la Partie immortelle. Il est néanmoins difficile de connaître la limite entre le pion qu'on peut prendre sans risque et celui dont la prise offre à l'adversaire la possibilité d'attaquer. La dernière raison est une « mauvaise résolution des problèmes stratégiques » : un mauvais plan de développement des pièces peut permettre à l'adversaire d'activer son jeu. Devant parer les menaces, le joueur qui a fait de mauvais choix devra retarder la mise en sécurité de son roi.
L'attaque sur un roi qui n'a pas roqué est très fréquente et débouche souvent sur la victoire. Néanmoins le fait que l'adversaire n'ait pas roqué n'est en général que temporaire, c'est pourquoi, dans la plupart des cas, il faut l'attaquer de manière rapide pour profiter de cet avantage.

#### Choix défensif
|   | a | b | c | d | e | f | g | h |   |
| 8 | Tour noire sur case blanche a8 · Cavalier noir sur case noire b8 · Fou noir sur case blanche c8 · Roi noir sur case blanche e8 · Cavalier noir sur case blanche g8 · Tour noire sur case noire h8 · Pion noir sur case noire a7 · Pion noir sur case blanche b7 · Pion noir sur case blanche f7 · Pion noir sur case noire g7 · Pion noir sur case blanche h7 · Pion noir sur case blanche e6 · Pion noir sur case noire c5 · Pion noir sur case blanche d5 · Pion blanc sur case noire e5 · Dame noire sur case blanche a4 · Pion blanc sur case noire d4 · Dame blanche sur case blanche g4 · Pion blanc sur case noire a3 · Pion blanc sur case noire c3 · Pion blanc sur case blanche c2 · Fou blanc sur case noire d2 · Pion blanc sur case noire f2 · Pion blanc sur case blanche g2 · Pion blanc sur case noire h2 · Tour blanche sur case noire a1 · Roi blanc sur case noire e1 · Fou blanc sur case blanche f1 · Cavalier blanc sur case noire g1 · Tour blanche sur case blanche h1 | Tour noire sur case blanche a8 · Cavalier noir sur case noire b8 · Fou noir sur case blanche c8 · Roi noir sur case blanche e8 · Cavalier noir sur case blanche g8 · Tour noire sur case noire h8 · Pion noir sur case noire a7 · Pion noir sur case blanche b7 · Pion noir sur case blanche f7 · Pion noir sur case noire g7 · Pion noir sur case blanche h7 · Pion noir sur case blanche e6 · Pion noir sur case noire c5 · Pion noir sur case blanche d5 · Pion blanc sur case noire e5 · Dame noire sur case blanche a4 · Pion blanc sur case noire d4 · Dame blanche sur case blanche g4 · Pion blanc sur case noire a3 · Pion blanc sur case noire c3 · Pion blanc sur case blanche c2 · Fou blanc sur case noire d2 · Pion blanc sur case noire f2 · Pion blanc sur case blanche g2 · Pion blanc sur case noire h2 · Tour blanche sur case noire a1 · Roi blanc sur case noire e1 · Fou blanc sur case blanche f1 · Cavalier blanc sur case noire g1 · Tour blanche sur case blanche h1 | Tour noire sur case blanche a8 · Cavalier noir sur case noire b8 · Fou noir sur case blanche c8 · Roi noir sur case blanche e8 · Cavalier noir sur case blanche g8 · Tour noire sur case noire h8 · Pion noir sur case noire a7 · Pion noir sur case blanche b7 · Pion noir sur case blanche f7 · Pion noir sur case noire g7 · Pion noir sur case blanche h7 · Pion noir sur case blanche e6 · Pion noir sur case noire c5 · Pion noir sur case blanche d5 · Pion blanc sur case noire e5 · Dame noire sur case blanche a4 · Pion blanc sur case noire d4 · Dame blanche sur case blanche g4 · Pion blanc sur case noire a3 · Pion blanc sur case noire c3 · Pion blanc sur case blanche c2 · Fou blanc sur case noire d2 · Pion blanc sur case noire f2 · Pion blanc sur case blanche g2 · Pion blanc sur case noire h2 · Tour blanche sur case noire a1 · Roi blanc sur case noire e1 · Fou blanc sur case blanche f1 · Cavalier blanc sur case noire g1 · Tour blanche sur case blanche h1 | Tour noire sur case blanche a8 · Cavalier noir sur case noire b8 · Fou noir sur case blanche c8 · Roi noir sur case blanche e8 · Cavalier noir sur case blanche g8 · Tour noire sur case noire h8 · Pion noir sur case noire a7 · Pion noir sur case blanche b7 · Pion noir sur case blanche f7 · Pion noir sur case noire g7 · Pion noir sur case blanche h7 · Pion noir sur case blanche e6 · Pion noir sur case noire c5 · Pion noir sur case blanche d5 · Pion blanc sur case noire e5 · Dame noire sur case blanche a4 · Pion blanc sur case noire d4 · Dame blanche sur case blanche g4 · Pion blanc sur case noire a3 · Pion blanc sur case noire c3 · Pion blanc sur case blanche c2 · Fou blanc sur case noire d2 · Pion blanc sur case noire f2 · Pion blanc sur case blanche g2 · Pion blanc sur case noire h2 · Tour blanche sur case noire a1 · Roi blanc sur case noire e1 · Fou blanc sur case blanche f1 · Cavalier blanc sur case noire g1 · Tour blanche sur case blanche h1 | Tour noire sur case blanche a8 · Cavalier noir sur case noire b8 · Fou noir sur case blanche c8 · Roi noir sur case blanche e8 · Cavalier noir sur case blanche g8 · Tour noire sur case noire h8 · Pion noir sur case noire a7 · Pion noir sur case blanche b7 · Pion noir sur case blanche f7 · Pion noir sur case noire g7 · Pion noir sur case blanche h7 · Pion noir sur case blanche e6 · Pion noir sur case noire c5 · Pion noir sur case blanche d5 · Pion blanc sur case noire e5 · Dame noire sur case blanche a4 · Pion blanc sur case noire d4 · Dame blanche sur case blanche g4 · Pion blanc sur case noire a3 · Pion blanc sur case noire c3 · Pion blanc sur case blanche c2 · Fou blanc sur case noire d2 · Pion blanc sur case noire f2 · Pion blanc sur case blanche g2 · Pion blanc sur case noire h2 · Tour blanche sur case noire a1 · Roi blanc sur case noire e1 · Fou blanc sur case blanche f1 · Cavalier blanc sur case noire g1 · Tour blanche sur case blanche h1 | Tour noire sur case blanche a8 · Cavalier noir sur case noire b8 · Fou noir sur case blanche c8 · Roi noir sur case blanche e8 · Cavalier noir sur case blanche g8 · Tour noire sur case noire h8 · Pion noir sur case noire a7 · Pion noir sur case blanche b7 · Pion noir sur case blanche f7 · Pion noir sur case noire g7 · Pion noir sur case blanche h7 · Pion noir sur case blanche e6 · Pion noir sur case noire c5 · Pion noir sur case blanche d5 · Pion blanc sur case noire e5 · Dame noire sur case blanche a4 · Pion blanc sur case noire d4 · Dame blanche sur case blanche g4 · Pion blanc sur case noire a3 · Pion blanc sur case noire c3 · Pion blanc sur case blanche c2 · Fou blanc sur case noire d2 · Pion blanc sur case noire f2 · Pion blanc sur case blanche g2 · Pion blanc sur case noire h2 · Tour blanche sur case noire a1 · Roi blanc sur case noire e1 · Fou blanc sur case blanche f1 · Cavalier blanc sur case noire g1 · Tour blanche sur case blanche h1 | Tour noire sur case blanche a8 · Cavalier noir sur case noire b8 · Fou noir sur case blanche c8 · Roi noir sur case blanche e8 · Cavalier noir sur case blanche g8 · Tour noire sur case noire h8 · Pion noir sur case noire a7 · Pion noir sur case blanche b7 · Pion noir sur case blanche f7 · Pion noir sur case noire g7 · Pion noir sur case blanche h7 · Pion noir sur case blanche e6 · Pion noir sur case noire c5 · Pion noir sur case blanche d5 · Pion blanc sur case noire e5 · Dame noire sur case blanche a4 · Pion blanc sur case noire d4 · Dame blanche sur case blanche g4 · Pion blanc sur case noire a3 · Pion blanc sur case noire c3 · Pion blanc sur case blanche c2 · Fou blanc sur case noire d2 · Pion blanc sur case noire f2 · Pion blanc sur case blanche g2 · Pion blanc sur case noire h2 · Tour blanche sur case noire a1 · Roi blanc sur case noire e1 · Fou blanc sur case blanche f1 · Cavalier blanc sur case noire g1 · Tour blanche sur case blanche h1 | Tour noire sur case blanche a8 · Cavalier noir sur case noire b8 · Fou noir sur case blanche c8 · Roi noir sur case blanche e8 · Cavalier noir sur case blanche g8 · Tour noire sur case noire h8 · Pion noir sur case noire a7 · Pion noir sur case blanche b7 · Pion noir sur case blanche f7 · Pion noir sur case noire g7 · Pion noir sur case blanche h7 · Pion noir sur case blanche e6 · Pion noir sur case noire c5 · Pion noir sur case blanche d5 · Pion blanc sur case noire e5 · Dame noire sur case blanche a4 · Pion blanc sur case noire d4 · Dame blanche sur case blanche g4 · Pion blanc sur case noire a3 · Pion blanc sur case noire c3 · Pion blanc sur case blanche c2 · Fou blanc sur case noire d2 · Pion blanc sur case noire f2 · Pion blanc sur case blanche g2 · Pion blanc sur case noire h2 · Tour blanche sur case noire a1 · Roi blanc sur case noire e1 · Fou blanc sur case blanche f1 · Cavalier blanc sur case noire g1 · Tour blanche sur case blanche h1 | 8 |
| 7 | Tour noire sur case blanche a8 · Cavalier noir sur case noire b8 · Fou noir sur case blanche c8 · Roi noir sur case blanche e8 · Cavalier noir sur case blanche g8 · Tour noire sur case noire h8 · Pion noir sur case noire a7 · Pion noir sur case blanche b7 · Pion noir sur case blanche f7 · Pion noir sur case noire g7 · Pion noir sur case blanche h7 · Pion noir sur case blanche e6 · Pion noir sur case noire c5 · Pion noir sur case blanche d5 · Pion blanc sur case noire e5 · Dame noire sur case blanche a4 · Pion blanc sur case noire d4 · Dame blanche sur case blanche g4 · Pion blanc sur case noire a3 · Pion blanc sur case noire c3 · Pion blanc sur case blanche c2 · Fou blanc sur case noire d2 · Pion blanc sur case noire f2 · Pion blanc sur case blanche g2 · Pion blanc sur case noire h2 · Tour blanche sur case noire a1 · Roi blanc sur case noire e1 · Fou blanc sur case blanche f1 · Cavalier blanc sur case noire g1 · Tour blanche sur case blanche h1 | Tour noire sur case blanche a8 · Cavalier noir sur case noire b8 · Fou noir sur case blanche c8 · Roi noir sur case blanche e8 · Cavalier noir sur case blanche g8 · Tour noire sur case noire h8 · Pion noir sur case noire a7 · Pion noir sur case blanche b7 · Pion noir sur case blanche f7 · Pion noir sur case noire g7 · Pion noir sur case blanche h7 · Pion noir sur case blanche e6 · Pion noir sur case noire c5 · Pion noir sur case blanche d5 · Pion blanc sur case noire e5 · Dame noire sur case blanche a4 · Pion blanc sur case noire d4 · Dame blanche sur case blanche g4 · Pion blanc sur case noire a3 · Pion blanc sur case noire c3 · Pion blanc sur case blanche c2 · Fou blanc sur case noire d2 · Pion blanc sur case noire f2 · Pion blanc sur case blanche g2 · Pion blanc sur case noire h2 · Tour blanche sur case noire a1 · Roi blanc sur case noire e1 · Fou blanc sur case blanche f1 · Cavalier blanc sur case noire g1 · Tour blanche sur case blanche h1 | Tour noire sur case blanche a8 · Cavalier noir sur case noire b8 · Fou noir sur case blanche c8 · Roi noir sur case blanche e8 · Cavalier noir sur case blanche g8 · Tour noire sur case noire h8 · Pion noir sur case noire a7 · Pion noir sur case blanche b7 · Pion noir sur case blanche f7 · Pion noir sur case noire g7 · Pion noir sur case blanche h7 · Pion noir sur case blanche e6 · Pion noir sur case noire c5 · Pion noir sur case blanche d5 · Pion blanc sur case noire e5 · Dame noire sur case blanche a4 · Pion blanc sur case noire d4 · Dame blanche sur case blanche g4 · Pion blanc sur case noire a3 · Pion blanc sur case noire c3 · Pion blanc sur case blanche c2 · Fou blanc sur case noire d2 · Pion blanc sur case noire f2 · Pion blanc sur case blanche g2 · Pion blanc sur case noire h2 · Tour blanche sur case noire a1 · Roi blanc sur case noire e1 · Fou blanc sur case blanche f1 · Cavalier blanc sur case noire g1 · Tour blanche sur case blanche h1 | Tour noire sur case blanche a8 · Cavalier noir sur case noire b8 · Fou noir sur case blanche c8 · Roi noir sur case blanche e8 · Cavalier noir sur case blanche g8 · Tour noire sur case noire h8 · Pion noir sur case noire a7 · Pion noir sur case blanche b7 · Pion noir sur case blanche f7 · Pion noir sur case noire g7 · Pion noir sur case blanche h7 · Pion noir sur case blanche e6 · Pion noir sur case noire c5 · Pion noir sur case blanche d5 · Pion blanc sur case noire e5 · Dame noire sur case blanche a4 · Pion blanc sur case noire d4 · Dame blanche sur case blanche g4 · Pion blanc sur case noire a3 · Pion blanc sur case noire c3 · Pion blanc sur case blanche c2 · Fou blanc sur case noire d2 · Pion blanc sur case noire f2 · Pion blanc sur case blanche g2 · Pion blanc sur case noire h2 · Tour blanche sur case noire a1 · Roi blanc sur case noire e1 · Fou blanc sur case blanche f1 · Cavalier blanc sur case noire g1 · Tour blanche sur case blanche h1 | Tour noire sur case blanche a8 · Cavalier noir sur case noire b8 · Fou noir sur case blanche c8 · Roi noir sur case blanche e8 · Cavalier noir sur case blanche g8 · Tour noire sur case noire h8 · Pion noir sur case noire a7 · Pion noir sur case blanche b7 · Pion noir sur case blanche f7 · Pion noir sur case noire g7 · Pion noir sur case blanche h7 · Pion noir sur case blanche e6 · Pion noir sur case noire c5 · Pion noir sur case blanche d5 · Pion blanc sur case noire e5 · Dame noire sur case blanche a4 · Pion blanc sur case noire d4 · Dame blanche sur case blanche g4 · Pion blanc sur case noire a3 · Pion blanc sur case noire c3 · Pion blanc sur case blanche c2 · Fou blanc sur case noire d2 · Pion blanc sur case noire f2 · Pion blanc sur case blanche g2 · Pion blanc sur case noire h2 · Tour blanche sur case noire a1 · Roi blanc sur case noire e1 · Fou blanc sur case blanche f1 · Cavalier blanc sur case noire g1 · Tour blanche sur case blanche h1 | Tour noire sur case blanche a8 · Cavalier noir sur case noire b8 · Fou noir sur case blanche c8 · Roi noir sur case blanche e8 · Cavalier noir sur case blanche g8 · Tour noire sur case noire h8 · Pion noir sur case noire a7 · Pion noir sur case blanche b7 · Pion noir sur case blanche f7 · Pion noir sur case noire g7 · Pion noir sur case blanche h7 · Pion noir sur case blanche e6 · Pion noir sur case noire c5 · Pion noir sur case blanche d5 · Pion blanc sur case noire e5 · Dame noire sur case blanche a4 · Pion blanc sur case noire d4 · Dame blanche sur case blanche g4 · Pion blanc sur case noire a3 · Pion blanc sur case noire c3 · Pion blanc sur case blanche c2 · Fou blanc sur case noire d2 · Pion blanc sur case noire f2 · Pion blanc sur case blanche g2 · Pion blanc sur case noire h2 · Tour blanche sur case noire a1 · Roi blanc sur case noire e1 · Fou blanc sur case blanche f1 · Cavalier blanc sur case noire g1 · Tour blanche sur case blanche h1 | Tour noire sur case blanche a8 · Cavalier noir sur case noire b8 · Fou noir sur case blanche c8 · Roi noir sur case blanche e8 · Cavalier noir sur case blanche g8 · Tour noire sur case noire h8 · Pion noir sur case noire a7 · Pion noir sur case blanche b7 · Pion noir sur case blanche f7 · Pion noir sur case noire g7 · Pion noir sur case blanche h7 · Pion noir sur case blanche e6 · Pion noir sur case noire c5 · Pion noir sur case blanche d5 · Pion blanc sur case noire e5 · Dame noire sur case blanche a4 · Pion blanc sur case noire d4 · Dame blanche sur case blanche g4 · Pion blanc sur case noire a3 · Pion blanc sur case noire c3 · Pion blanc sur case blanche c2 · Fou blanc sur case noire d2 · Pion blanc sur case noire f2 · Pion blanc sur case blanche g2 · Pion blanc sur case noire h2 · Tour blanche sur case noire a1 · Roi blanc sur case noire e1 · Fou blanc sur case blanche f1 · Cavalier blanc sur case noire g1 · Tour blanche sur case blanche h1 | Tour noire sur case blanche a8 · Cavalier noir sur case noire b8 · Fou noir sur case blanche c8 · Roi noir sur case blanche e8 · Cavalier noir sur case blanche g8 · Tour noire sur case noire h8 · Pion noir sur case noire a7 · Pion noir sur case blanche b7 · Pion noir sur case blanche f7 · Pion noir sur case noire g7 · Pion noir sur case blanche h7 · Pion noir sur case blanche e6 · Pion noir sur case noire c5 · Pion noir sur case blanche d5 · Pion blanc sur case noire e5 · Dame noire sur case blanche a4 · Pion blanc sur case noire d4 · Dame blanche sur case blanche g4 · Pion blanc sur case noire a3 · Pion blanc sur case noire c3 · Pion blanc sur case blanche c2 · Fou blanc sur case noire d2 · Pion blanc sur case noire f2 · Pion blanc sur case blanche g2 · Pion blanc sur case noire h2 · Tour blanche sur case noire a1 · Roi blanc sur case noire e1 · Fou blanc sur case blanche f1 · Cavalier blanc sur case noire g1 · Tour blanche sur case blanche h1 | 7 |
| 6 | Tour noire sur case blanche a8 · Cavalier noir sur case noire b8 · Fou noir sur case blanche c8 · Roi noir sur case blanche e8 · Cavalier noir sur case blanche g8 · Tour noire sur case noire h8 · Pion noir sur case noire a7 · Pion noir sur case blanche b7 · Pion noir sur case blanche f7 · Pion noir sur case noire g7 · Pion noir sur case blanche h7 · Pion noir sur case blanche e6 · Pion noir sur case noire c5 · Pion noir sur case blanche d5 · Pion blanc sur case noire e5 · Dame noire sur case blanche a4 · Pion blanc sur case noire d4 · Dame blanche sur case blanche g4 · Pion blanc sur case noire a3 · Pion blanc sur case noire c3 · Pion blanc sur case blanche c2 · Fou blanc sur case noire d2 · Pion blanc sur case noire f2 · Pion blanc sur case blanche g2 · Pion blanc sur case noire h2 · Tour blanche sur case noire a1 · Roi blanc sur case noire e1 · Fou blanc sur case blanche f1 · Cavalier blanc sur case noire g1 · Tour blanche sur case blanche h1 | Tour noire sur case blanche a8 · Cavalier noir sur case noire b8 · Fou noir sur case blanche c8 · Roi noir sur case blanche e8 · Cavalier noir sur case blanche g8 · Tour noire sur case noire h8 · Pion noir sur case noire a7 · Pion noir sur case blanche b7 · Pion noir sur case blanche f7 · Pion noir sur case noire g7 · Pion noir sur case blanche h7 · Pion noir sur case blanche e6 · Pion noir sur case noire c5 · Pion noir sur case blanche d5 · Pion blanc sur case noire e5 · Dame noire sur case blanche a4 · Pion blanc sur case noire d4 · Dame blanche sur case blanche g4 · Pion blanc sur case noire a3 · Pion blanc sur case noire c3 · Pion blanc sur case blanche c2 · Fou blanc sur case noire d2 · Pion blanc sur case noire f2 · Pion blanc sur case blanche g2 · Pion blanc sur case noire h2 · Tour blanche sur case noire a1 · Roi blanc sur case noire e1 · Fou blanc sur case blanche f1 · Cavalier blanc sur case noire g1 · Tour blanche sur case blanche h1 | Tour noire sur case blanche a8 · Cavalier noir sur case noire b8 · Fou noir sur case blanche c8 · Roi noir sur case blanche e8 · Cavalier noir sur case blanche g8 · Tour noire sur case noire h8 · Pion noir sur case noire a7 · Pion noir sur case blanche b7 · Pion noir sur case blanche f7 · Pion noir sur case noire g7 · Pion noir sur case blanche h7 · Pion noir sur case blanche e6 · Pion noir sur case noire c5 · Pion noir sur case blanche d5 · Pion blanc sur case noire e5 · Dame noire sur case blanche a4 · Pion blanc sur case noire d4 · Dame blanche sur case blanche g4 · Pion blanc sur case noire a3 · Pion blanc sur case noire c3 · Pion blanc sur case blanche c2 · Fou blanc sur case noire d2 · Pion blanc sur case noire f2 · Pion blanc sur case blanche g2 · Pion blanc sur case noire h2 · Tour blanche sur case noire a1 · Roi blanc sur case noire e1 · Fou blanc sur case blanche f1 · Cavalier blanc sur case noire g1 · Tour blanche sur case blanche h1 | Tour noire sur case blanche a8 · Cavalier noir sur case noire b8 · Fou noir sur case blanche c8 · Roi noir sur case blanche e8 · Cavalier noir sur case blanche g8 · Tour noire sur case noire h8 · Pion noir sur case noire a7 · Pion noir sur case blanche b7 · Pion noir sur case blanche f7 · Pion noir sur case noire g7 · Pion noir sur case blanche h7 · Pion noir sur case blanche e6 · Pion noir sur case noire c5 · Pion noir sur case blanche d5 · Pion blanc sur case noire e5 · Dame noire sur case blanche a4 · Pion blanc sur case noire d4 · Dame blanche sur case blanche g4 · Pion blanc sur case noire a3 · Pion blanc sur case noire c3 · Pion blanc sur case blanche c2 · Fou blanc sur case noire d2 · Pion blanc sur case noire f2 · Pion blanc sur case blanche g2 · Pion blanc sur case noire h2 · Tour blanche sur case noire a1 · Roi blanc sur case noire e1 · Fou blanc sur case blanche f1 · Cavalier blanc sur case noire g1 · Tour blanche sur case blanche h1 | Tour noire sur case blanche a8 · Cavalier noir sur case noire b8 · Fou noir sur case blanche c8 · Roi noir sur case blanche e8 · Cavalier noir sur case blanche g8 · Tour noire sur case noire h8 · Pion noir sur case noire a7 · Pion noir sur case blanche b7 · Pion noir sur case blanche f7 · Pion noir sur case noire g7 · Pion noir sur case blanche h7 · Pion noir sur case blanche e6 · Pion noir sur case noire c5 · Pion noir sur case blanche d5 · Pion blanc sur case noire e5 · Dame noire sur case blanche a4 · Pion blanc sur case noire d4 · Dame blanche sur case blanche g4 · Pion blanc sur case noire a3 · Pion blanc sur case noire c3 · Pion blanc sur case blanche c2 · Fou blanc sur case noire d2 · Pion blanc sur case noire f2 · Pion blanc sur case blanche g2 · Pion blanc sur case noire h2 · Tour blanche sur case noire a1 · Roi blanc sur case noire e1 · Fou blanc sur case blanche f1 · Cavalier blanc sur case noire g1 · Tour blanche sur case blanche h1 | Tour noire sur case blanche a8 · Cavalier noir sur case noire b8 · Fou noir sur case blanche c8 · Roi noir sur case blanche e8 · Cavalier noir sur case blanche g8 · Tour noire sur case noire h8 · Pion noir sur case noire a7 · Pion noir sur case blanche b7 · Pion noir sur case blanche f7 · Pion noir sur case noire g7 · Pion noir sur case blanche h7 · Pion noir sur case blanche e6 · Pion noir sur case noire c5 · Pion noir sur case blanche d5 · Pion blanc sur case noire e5 · Dame noire sur case blanche a4 · Pion blanc sur case noire d4 · Dame blanche sur case blanche g4 · Pion blanc sur case noire a3 · Pion blanc sur case noire c3 · Pion blanc sur case blanche c2 · Fou blanc sur case noire d2 · Pion blanc sur case noire f2 · Pion blanc sur case blanche g2 · Pion blanc sur case noire h2 · Tour blanche sur case noire a1 · Roi blanc sur case noire e1 · Fou blanc sur case blanche f1 · Cavalier blanc sur case noire g1 · Tour blanche sur case blanche h1 | Tour noire sur case blanche a8 · Cavalier noir sur case noire b8 · Fou noir sur case blanche c8 · Roi noir sur case blanche e8 · Cavalier noir sur case blanche g8 · Tour noire sur case noire h8 · Pion noir sur case noire a7 · Pion noir sur case blanche b7 · Pion noir sur case blanche f7 · Pion noir sur case noire g7 · Pion noir sur case blanche h7 · Pion noir sur case blanche e6 · Pion noir sur case noire c5 · Pion noir sur case blanche d5 · Pion blanc sur case noire e5 · Dame noire sur case blanche a4 · Pion blanc sur case noire d4 · Dame blanche sur case blanche g4 · Pion blanc sur case noire a3 · Pion blanc sur case noire c3 · Pion blanc sur case blanche c2 · Fou blanc sur case noire d2 · Pion blanc sur case noire f2 · Pion blanc sur case blanche g2 · Pion blanc sur case noire h2 · Tour blanche sur case noire a1 · Roi blanc sur case noire e1 · Fou blanc sur case blanche f1 · Cavalier blanc sur case noire g1 · Tour blanche sur case blanche h1 | Tour noire sur case blanche a8 · Cavalier noir sur case noire b8 · Fou noir sur case blanche c8 · Roi noir sur case blanche e8 · Cavalier noir sur case blanche g8 · Tour noire sur case noire h8 · Pion noir sur case noire a7 · Pion noir sur case blanche b7 · Pion noir sur case blanche f7 · Pion noir sur case noire g7 · Pion noir sur case blanche h7 · Pion noir sur case blanche e6 · Pion noir sur case noire c5 · Pion noir sur case blanche d5 · Pion blanc sur case noire e5 · Dame noire sur case blanche a4 · Pion blanc sur case noire d4 · Dame blanche sur case blanche g4 · Pion blanc sur case noire a3 · Pion blanc sur case noire c3 · Pion blanc sur case blanche c2 · Fou blanc sur case noire d2 · Pion blanc sur case noire f2 · Pion blanc sur case blanche g2 · Pion blanc sur case noire h2 · Tour blanche sur case noire a1 · Roi blanc sur case noire e1 · Fou blanc sur case blanche f1 · Cavalier blanc sur case noire g1 · Tour blanche sur case blanche h1 | 6 |
| 5 | Tour noire sur case blanche a8 · Cavalier noir sur case noire b8 · Fou noir sur case blanche c8 · Roi noir sur case blanche e8 · Cavalier noir sur case blanche g8 · Tour noire sur case noire h8 · Pion noir sur case noire a7 · Pion noir sur case blanche b7 · Pion noir sur case blanche f7 · Pion noir sur case noire g7 · Pion noir sur case blanche h7 · Pion noir sur case blanche e6 · Pion noir sur case noire c5 · Pion noir sur case blanche d5 · Pion blanc sur case noire e5 · Dame noire sur case blanche a4 · Pion blanc sur case noire d4 · Dame blanche sur case blanche g4 · Pion blanc sur case noire a3 · Pion blanc sur case noire c3 · Pion blanc sur case blanche c2 · Fou blanc sur case noire d2 · Pion blanc sur case noire f2 · Pion blanc sur case blanche g2 · Pion blanc sur case noire h2 · Tour blanche sur case noire a1 · Roi blanc sur case noire e1 · Fou blanc sur case blanche f1 · Cavalier blanc sur case noire g1 · Tour blanche sur case blanche h1 | Tour noire sur case blanche a8 · Cavalier noir sur case noire b8 · Fou noir sur case blanche c8 · Roi noir sur case blanche e8 · Cavalier noir sur case blanche g8 · Tour noire sur case noire h8 · Pion noir sur case noire a7 · Pion noir sur case blanche b7 · Pion noir sur case blanche f7 · Pion noir sur case noire g7 · Pion noir sur case blanche h7 · Pion noir sur case blanche e6 · Pion noir sur case noire c5 · Pion noir sur case blanche d5 · Pion blanc sur case noire e5 · Dame noire sur case blanche a4 · Pion blanc sur case noire d4 · Dame blanche sur case blanche g4 · Pion blanc sur case noire a3 · Pion blanc sur case noire c3 · Pion blanc sur case blanche c2 · Fou blanc sur case noire d2 · Pion blanc sur case noire f2 · Pion blanc sur case blanche g2 · Pion blanc sur case noire h2 · Tour blanche sur case noire a1 · Roi blanc sur case noire e1 · Fou blanc sur case blanche f1 · Cavalier blanc sur case noire g1 · Tour blanche sur case blanche h1 | Tour noire sur case blanche a8 · Cavalier noir sur case noire b8 · Fou noir sur case blanche c8 · Roi noir sur case blanche e8 · Cavalier noir sur case blanche g8 · Tour noire sur case noire h8 · Pion noir sur case noire a7 · Pion noir sur case blanche b7 · Pion noir sur case blanche f7 · Pion noir sur case noire g7 · Pion noir sur case blanche h7 · Pion noir sur case blanche e6 · Pion noir sur case noire c5 · Pion noir sur case blanche d5 · Pion blanc sur case noire e5 · Dame noire sur case blanche a4 · Pion blanc sur case noire d4 · Dame blanche sur case blanche g4 · Pion blanc sur case noire a3 · Pion blanc sur case noire c3 · Pion blanc sur case blanche c2 · Fou blanc sur case noire d2 · Pion blanc sur case noire f2 · Pion blanc sur case blanche g2 · Pion blanc sur case noire h2 · Tour blanche sur case noire a1 · Roi blanc sur case noire e1 · Fou blanc sur case blanche f1 · Cavalier blanc sur case noire g1 · Tour blanche sur case blanche h1 | Tour noire sur case blanche a8 · Cavalier noir sur case noire b8 · Fou noir sur case blanche c8 · Roi noir sur case blanche e8 · Cavalier noir sur case blanche g8 · Tour noire sur case noire h8 · Pion noir sur case noire a7 · Pion noir sur case blanche b7 · Pion noir sur case blanche f7 · Pion noir sur case noire g7 · Pion noir sur case blanche h7 · Pion noir sur case blanche e6 · Pion noir sur case noire c5 · Pion noir sur case blanche d5 · Pion blanc sur case noire e5 · Dame noire sur case blanche a4 · Pion blanc sur case noire d4 · Dame blanche sur case blanche g4 · Pion blanc sur case noire a3 · Pion blanc sur case noire c3 · Pion blanc sur case blanche c2 · Fou blanc sur case noire d2 · Pion blanc sur case noire f2 · Pion blanc sur case blanche g2 · Pion blanc sur case noire h2 · Tour blanche sur case noire a1 · Roi blanc sur case noire e1 · Fou blanc sur case blanche f1 · Cavalier blanc sur case noire g1 · Tour blanche sur case blanche h1 | Tour noire sur case blanche a8 · Cavalier noir sur case noire b8 · Fou noir sur case blanche c8 · Roi noir sur case blanche e8 · Cavalier noir sur case blanche g8 · Tour noire sur case noire h8 · Pion noir sur case noire a7 · Pion noir sur case blanche b7 · Pion noir sur case blanche f7 · Pion noir sur case noire g7 · Pion noir sur case blanche h7 · Pion noir sur case blanche e6 · Pion noir sur case noire c5 · Pion noir sur case blanche d5 · Pion blanc sur case noire e5 · Dame noire sur case blanche a4 · Pion blanc sur case noire d4 · Dame blanche sur case blanche g4 · Pion blanc sur case noire a3 · Pion blanc sur case noire c3 · Pion blanc sur case blanche c2 · Fou blanc sur case noire d2 · Pion blanc sur case noire f2 · Pion blanc sur case blanche g2 · Pion blanc sur case noire h2 · Tour blanche sur case noire a1 · Roi blanc sur case noire e1 · Fou blanc sur case blanche f1 · Cavalier blanc sur case noire g1 · Tour blanche sur case blanche h1 | Tour noire sur case blanche a8 · Cavalier noir sur case noire b8 · Fou noir sur case blanche c8 · Roi noir sur case blanche e8 · Cavalier noir sur case blanche g8 · Tour noire sur case noire h8 · Pion noir sur case noire a7 · Pion noir sur case blanche b7 · Pion noir sur case blanche f7 · Pion noir sur case noire g7 · Pion noir sur case blanche h7 · Pion noir sur case blanche e6 · Pion noir sur case noire c5 · Pion noir sur case blanche d5 · Pion blanc sur case noire e5 · Dame noire sur case blanche a4 · Pion blanc sur case noire d4 · Dame blanche sur case blanche g4 · Pion blanc sur case noire a3 · Pion blanc sur case noire c3 · Pion blanc sur case blanche c2 · Fou blanc sur case noire d2 · Pion blanc sur case noire f2 · Pion blanc sur case blanche g2 · Pion blanc sur case noire h2 · Tour blanche sur case noire a1 · Roi blanc sur case noire e1 · Fou blanc sur case blanche f1 · Cavalier blanc sur case noire g1 · Tour blanche sur case blanche h1 | Tour noire sur case blanche a8 · Cavalier noir sur case noire b8 · Fou noir sur case blanche c8 · Roi noir sur case blanche e8 · Cavalier noir sur case blanche g8 · Tour noire sur case noire h8 · Pion noir sur case noire a7 · Pion noir sur case blanche b7 · Pion noir sur case blanche f7 · Pion noir sur case noire g7 · Pion noir sur case blanche h7 · Pion noir sur case blanche e6 · Pion noir sur case noire c5 · Pion noir sur case blanche d5 · Pion blanc sur case noire e5 · Dame noire sur case blanche a4 · Pion blanc sur case noire d4 · Dame blanche sur case blanche g4 · Pion blanc sur case noire a3 · Pion blanc sur case noire c3 · Pion blanc sur case blanche c2 · Fou blanc sur case noire d2 · Pion blanc sur case noire f2 · Pion blanc sur case blanche g2 · Pion blanc sur case noire h2 · Tour blanche sur case noire a1 · Roi blanc sur case noire e1 · Fou blanc sur case blanche f1 · Cavalier blanc sur case noire g1 · Tour blanche sur case blanche h1 | Tour noire sur case blanche a8 · Cavalier noir sur case noire b8 · Fou noir sur case blanche c8 · Roi noir sur case blanche e8 · Cavalier noir sur case blanche g8 · Tour noire sur case noire h8 · Pion noir sur case noire a7 · Pion noir sur case blanche b7 · Pion noir sur case blanche f7 · Pion noir sur case noire g7 · Pion noir sur case blanche h7 · Pion noir sur case blanche e6 · Pion noir sur case noire c5 · Pion noir sur case blanche d5 · Pion blanc sur case noire e5 · Dame noire sur case blanche a4 · Pion blanc sur case noire d4 · Dame blanche sur case blanche g4 · Pion blanc sur case noire a3 · Pion blanc sur case noire c3 · Pion blanc sur case blanche c2 · Fou blanc sur case noire d2 · Pion blanc sur case noire f2 · Pion blanc sur case blanche g2 · Pion blanc sur case noire h2 · Tour blanche sur case noire a1 · Roi blanc sur case noire e1 · Fou blanc sur case blanche f1 · Cavalier blanc sur case noire g1 · Tour blanche sur case blanche h1 | 5 |
| 4 | Tour noire sur case blanche a8 · Cavalier noir sur case noire b8 · Fou noir sur case blanche c8 · Roi noir sur case blanche e8 · Cavalier noir sur case blanche g8 · Tour noire sur case noire h8 · Pion noir sur case noire a7 · Pion noir sur case blanche b7 · Pion noir sur case blanche f7 · Pion noir sur case noire g7 · Pion noir sur case blanche h7 · Pion noir sur case blanche e6 · Pion noir sur case noire c5 · Pion noir sur case blanche d5 · Pion blanc sur case noire e5 · Dame noire sur case blanche a4 · Pion blanc sur case noire d4 · Dame blanche sur case blanche g4 · Pion blanc sur case noire a3 · Pion blanc sur case noire c3 · Pion blanc sur case blanche c2 · Fou blanc sur case noire d2 · Pion blanc sur case noire f2 · Pion blanc sur case blanche g2 · Pion blanc sur case noire h2 · Tour blanche sur case noire a1 · Roi blanc sur case noire e1 · Fou blanc sur case blanche f1 · Cavalier blanc sur case noire g1 · Tour blanche sur case blanche h1 | Tour noire sur case blanche a8 · Cavalier noir sur case noire b8 · Fou noir sur case blanche c8 · Roi noir sur case blanche e8 · Cavalier noir sur case blanche g8 · Tour noire sur case noire h8 · Pion noir sur case noire a7 · Pion noir sur case blanche b7 · Pion noir sur case blanche f7 · Pion noir sur case noire g7 · Pion noir sur case blanche h7 · Pion noir sur case blanche e6 · Pion noir sur case noire c5 · Pion noir sur case blanche d5 · Pion blanc sur case noire e5 · Dame noire sur case blanche a4 · Pion blanc sur case noire d4 · Dame blanche sur case blanche g4 · Pion blanc sur case noire a3 · Pion blanc sur case noire c3 · Pion blanc sur case blanche c2 · Fou blanc sur case noire d2 · Pion blanc sur case noire f2 · Pion blanc sur case blanche g2 · Pion blanc sur case noire h2 · Tour blanche sur case noire a1 · Roi blanc sur case noire e1 · Fou blanc sur case blanche f1 · Cavalier blanc sur case noire g1 · Tour blanche sur case blanche h1 | Tour noire sur case blanche a8 · Cavalier noir sur case noire b8 · Fou noir sur case blanche c8 · Roi noir sur case blanche e8 · Cavalier noir sur case blanche g8 · Tour noire sur case noire h8 · Pion noir sur case noire a7 · Pion noir sur case blanche b7 · Pion noir sur case blanche f7 · Pion noir sur case noire g7 · Pion noir sur case blanche h7 · Pion noir sur case blanche e6 · Pion noir sur case noire c5 · Pion noir sur case blanche d5 · Pion blanc sur case noire e5 · Dame noire sur case blanche a4 · Pion blanc sur case noire d4 · Dame blanche sur case blanche g4 · Pion blanc sur case noire a3 · Pion blanc sur case noire c3 · Pion blanc sur case blanche c2 · Fou blanc sur case noire d2 · Pion blanc sur case noire f2 · Pion blanc sur case blanche g2 · Pion blanc sur case noire h2 · Tour blanche sur case noire a1 · Roi blanc sur case noire e1 · Fou blanc sur case blanche f1 · Cavalier blanc sur case noire g1 · Tour blanche sur case blanche h1 | Tour noire sur case blanche a8 · Cavalier noir sur case noire b8 · Fou noir sur case blanche c8 · Roi noir sur case blanche e8 · Cavalier noir sur case blanche g8 · Tour noire sur case noire h8 · Pion noir sur case noire a7 · Pion noir sur case blanche b7 · Pion noir sur case blanche f7 · Pion noir sur case noire g7 · Pion noir sur case blanche h7 · Pion noir sur case blanche e6 · Pion noir sur case noire c5 · Pion noir sur case blanche d5 · Pion blanc sur case noire e5 · Dame noire sur case blanche a4 · Pion blanc sur case noire d4 · Dame blanche sur case blanche g4 · Pion blanc sur case noire a3 · Pion blanc sur case noire c3 · Pion blanc sur case blanche c2 · Fou blanc sur case noire d2 · Pion blanc sur case noire f2 · Pion blanc sur case blanche g2 · Pion blanc sur case noire h2 · Tour blanche sur case noire a1 · Roi blanc sur case noire e1 · Fou blanc sur case blanche f1 · Cavalier blanc sur case noire g1 · Tour blanche sur case blanche h1 | Tour noire sur case blanche a8 · Cavalier noir sur case noire b8 · Fou noir sur case blanche c8 · Roi noir sur case blanche e8 · Cavalier noir sur case blanche g8 · Tour noire sur case noire h8 · Pion noir sur case noire a7 · Pion noir sur case blanche b7 · Pion noir sur case blanche f7 · Pion noir sur case noire g7 · Pion noir sur case blanche h7 · Pion noir sur case blanche e6 · Pion noir sur case noire c5 · Pion noir sur case blanche d5 · Pion blanc sur case noire e5 · Dame noire sur case blanche a4 · Pion blanc sur case noire d4 · Dame blanche sur case blanche g4 · Pion blanc sur case noire a3 · Pion blanc sur case noire c3 · Pion blanc sur case blanche c2 · Fou blanc sur case noire d2 · Pion blanc sur case noire f2 · Pion blanc sur case blanche g2 · Pion blanc sur case noire h2 · Tour blanche sur case noire a1 · Roi blanc sur case noire e1 · Fou blanc sur case blanche f1 · Cavalier blanc sur case noire g1 · Tour blanche sur case blanche h1 | Tour noire sur case blanche a8 · Cavalier noir sur case noire b8 · Fou noir sur case blanche c8 · Roi noir sur case blanche e8 · Cavalier noir sur case blanche g8 · Tour noire sur case noire h8 · Pion noir sur case noire a7 · Pion noir sur case blanche b7 · Pion noir sur case blanche f7 · Pion noir sur case noire g7 · Pion noir sur case blanche h7 · Pion noir sur case blanche e6 · Pion noir sur case noire c5 · Pion noir sur case blanche d5 · Pion blanc sur case noire e5 · Dame noire sur case blanche a4 · Pion blanc sur case noire d4 · Dame blanche sur case blanche g4 · Pion blanc sur case noire a3 · Pion blanc sur case noire c3 · Pion blanc sur case blanche c2 · Fou blanc sur case noire d2 · Pion blanc sur case noire f2 · Pion blanc sur case blanche g2 · Pion blanc sur case noire h2 · Tour blanche sur case noire a1 · Roi blanc sur case noire e1 · Fou blanc sur case blanche f1 · Cavalier blanc sur case noire g1 · Tour blanche sur case blanche h1 | Tour noire sur case blanche a8 · Cavalier noir sur case noire b8 · Fou noir sur case blanche c8 · Roi noir sur case blanche e8 · Cavalier noir sur case blanche g8 · Tour noire sur case noire h8 · Pion noir sur case noire a7 · Pion noir sur case blanche b7 · Pion noir sur case blanche f7 · Pion noir sur case noire g7 · Pion noir sur case blanche h7 · Pion noir sur case blanche e6 · Pion noir sur case noire c5 · Pion noir sur case blanche d5 · Pion blanc sur case noire e5 · Dame noire sur case blanche a4 · Pion blanc sur case noire d4 · Dame blanche sur case blanche g4 · Pion blanc sur case noire a3 · Pion blanc sur case noire c3 · Pion blanc sur case blanche c2 · Fou blanc sur case noire d2 · Pion blanc sur case noire f2 · Pion blanc sur case blanche g2 · Pion blanc sur case noire h2 · Tour blanche sur case noire a1 · Roi blanc sur case noire e1 · Fou blanc sur case blanche f1 · Cavalier blanc sur case noire g1 · Tour blanche sur case blanche h1 | Tour noire sur case blanche a8 · Cavalier noir sur case noire b8 · Fou noir sur case blanche c8 · Roi noir sur case blanche e8 · Cavalier noir sur case blanche g8 · Tour noire sur case noire h8 · Pion noir sur case noire a7 · Pion noir sur case blanche b7 · Pion noir sur case blanche f7 · Pion noir sur case noire g7 · Pion noir sur case blanche h7 · Pion noir sur case blanche e6 · Pion noir sur case noire c5 · Pion noir sur case blanche d5 · Pion blanc sur case noire e5 · Dame noire sur case blanche a4 · Pion blanc sur case noire d4 · Dame blanche sur case blanche g4 · Pion blanc sur case noire a3 · Pion blanc sur case noire c3 · Pion blanc sur case blanche c2 · Fou blanc sur case noire d2 · Pion blanc sur case noire f2 · Pion blanc sur case blanche g2 · Pion blanc sur case noire h2 · Tour blanche sur case noire a1 · Roi blanc sur case noire e1 · Fou blanc sur case blanche f1 · Cavalier blanc sur case noire g1 · Tour blanche sur case blanche h1 | 4 |
| 3 | Tour noire sur case blanche a8 · Cavalier noir sur case noire b8 · Fou noir sur case blanche c8 · Roi noir sur case blanche e8 · Cavalier noir sur case blanche g8 · Tour noire sur case noire h8 · Pion noir sur case noire a7 · Pion noir sur case blanche b7 · Pion noir sur case blanche f7 · Pion noir sur case noire g7 · Pion noir sur case blanche h7 · Pion noir sur case blanche e6 · Pion noir sur case noire c5 · Pion noir sur case blanche d5 · Pion blanc sur case noire e5 · Dame noire sur case blanche a4 · Pion blanc sur case noire d4 · Dame blanche sur case blanche g4 · Pion blanc sur case noire a3 · Pion blanc sur case noire c3 · Pion blanc sur case blanche c2 · Fou blanc sur case noire d2 · Pion blanc sur case noire f2 · Pion blanc sur case blanche g2 · Pion blanc sur case noire h2 · Tour blanche sur case noire a1 · Roi blanc sur case noire e1 · Fou blanc sur case blanche f1 · Cavalier blanc sur case noire g1 · Tour blanche sur case blanche h1 | Tour noire sur case blanche a8 · Cavalier noir sur case noire b8 · Fou noir sur case blanche c8 · Roi noir sur case blanche e8 · Cavalier noir sur case blanche g8 · Tour noire sur case noire h8 · Pion noir sur case noire a7 · Pion noir sur case blanche b7 · Pion noir sur case blanche f7 · Pion noir sur case noire g7 · Pion noir sur case blanche h7 · Pion noir sur case blanche e6 · Pion noir sur case noire c5 · Pion noir sur case blanche d5 · Pion blanc sur case noire e5 · Dame noire sur case blanche a4 · Pion blanc sur case noire d4 · Dame blanche sur case blanche g4 · Pion blanc sur case noire a3 · Pion blanc sur case noire c3 · Pion blanc sur case blanche c2 · Fou blanc sur case noire d2 · Pion blanc sur case noire f2 · Pion blanc sur case blanche g2 · Pion blanc sur case noire h2 · Tour blanche sur case noire a1 · Roi blanc sur case noire e1 · Fou blanc sur case blanche f1 · Cavalier blanc sur case noire g1 · Tour blanche sur case blanche h1 | Tour noire sur case blanche a8 · Cavalier noir sur case noire b8 · Fou noir sur case blanche c8 · Roi noir sur case blanche e8 · Cavalier noir sur case blanche g8 · Tour noire sur case noire h8 · Pion noir sur case noire a7 · Pion noir sur case blanche b7 · Pion noir sur case blanche f7 · Pion noir sur case noire g7 · Pion noir sur case blanche h7 · Pion noir sur case blanche e6 · Pion noir sur case noire c5 · Pion noir sur case blanche d5 · Pion blanc sur case noire e5 · Dame noire sur case blanche a4 · Pion blanc sur case noire d4 · Dame blanche sur case blanche g4 · Pion blanc sur case noire a3 · Pion blanc sur case noire c3 · Pion blanc sur case blanche c2 · Fou blanc sur case noire d2 · Pion blanc sur case noire f2 · Pion blanc sur case blanche g2 · Pion blanc sur case noire h2 · Tour blanche sur case noire a1 · Roi blanc sur case noire e1 · Fou blanc sur case blanche f1 · Cavalier blanc sur case noire g1 · Tour blanche sur case blanche h1 | Tour noire sur case blanche a8 · Cavalier noir sur case noire b8 · Fou noir sur case blanche c8 · Roi noir sur case blanche e8 · Cavalier noir sur case blanche g8 · Tour noire sur case noire h8 · Pion noir sur case noire a7 · Pion noir sur case blanche b7 · Pion noir sur case blanche f7 · Pion noir sur case noire g7 · Pion noir sur case blanche h7 · Pion noir sur case blanche e6 · Pion noir sur case noire c5 · Pion noir sur case blanche d5 · Pion blanc sur case noire e5 · Dame noire sur case blanche a4 · Pion blanc sur case noire d4 · Dame blanche sur case blanche g4 · Pion blanc sur case noire a3 · Pion blanc sur case noire c3 · Pion blanc sur case blanche c2 · Fou blanc sur case noire d2 · Pion blanc sur case noire f2 · Pion blanc sur case blanche g2 · Pion blanc sur case noire h2 · Tour blanche sur case noire a1 · Roi blanc sur case noire e1 · Fou blanc sur case blanche f1 · Cavalier blanc sur case noire g1 · Tour blanche sur case blanche h1 | Tour noire sur case blanche a8 · Cavalier noir sur case noire b8 · Fou noir sur case blanche c8 · Roi noir sur case blanche e8 · Cavalier noir sur case blanche g8 · Tour noire sur case noire h8 · Pion noir sur case noire a7 · Pion noir sur case blanche b7 · Pion noir sur case blanche f7 · Pion noir sur case noire g7 · Pion noir sur case blanche h7 · Pion noir sur case blanche e6 · Pion noir sur case noire c5 · Pion noir sur case blanche d5 · Pion blanc sur case noire e5 · Dame noire sur case blanche a4 · Pion blanc sur case noire d4 · Dame blanche sur case blanche g4 · Pion blanc sur case noire a3 · Pion blanc sur case noire c3 · Pion blanc sur case blanche c2 · Fou blanc sur case noire d2 · Pion blanc sur case noire f2 · Pion blanc sur case blanche g2 · Pion blanc sur case noire h2 · Tour blanche sur case noire a1 · Roi blanc sur case noire e1 · Fou blanc sur case blanche f1 · Cavalier blanc sur case noire g1 · Tour blanche sur case blanche h1 | Tour noire sur case blanche a8 · Cavalier noir sur case noire b8 · Fou noir sur case blanche c8 · Roi noir sur case blanche e8 · Cavalier noir sur case blanche g8 · Tour noire sur case noire h8 · Pion noir sur case noire a7 · Pion noir sur case blanche b7 · Pion noir sur case blanche f7 · Pion noir sur case noire g7 · Pion noir sur case blanche h7 · Pion noir sur case blanche e6 · Pion noir sur case noire c5 · Pion noir sur case blanche d5 · Pion blanc sur case noire e5 · Dame noire sur case blanche a4 · Pion blanc sur case noire d4 · Dame blanche sur case blanche g4 · Pion blanc sur case noire a3 · Pion blanc sur case noire c3 · Pion blanc sur case blanche c2 · Fou blanc sur case noire d2 · Pion blanc sur case noire f2 · Pion blanc sur case blanche g2 · Pion blanc sur case noire h2 · Tour blanche sur case noire a1 · Roi blanc sur case noire e1 · Fou blanc sur case blanche f1 · Cavalier blanc sur case noire g1 · Tour blanche sur case blanche h1 | Tour noire sur case blanche a8 · Cavalier noir sur case noire b8 · Fou noir sur case blanche c8 · Roi noir sur case blanche e8 · Cavalier noir sur case blanche g8 · Tour noire sur case noire h8 · Pion noir sur case noire a7 · Pion noir sur case blanche b7 · Pion noir sur case blanche f7 · Pion noir sur case noire g7 · Pion noir sur case blanche h7 · Pion noir sur case blanche e6 · Pion noir sur case noire c5 · Pion noir sur case blanche d5 · Pion blanc sur case noire e5 · Dame noire sur case blanche a4 · Pion blanc sur case noire d4 · Dame blanche sur case blanche g4 · Pion blanc sur case noire a3 · Pion blanc sur case noire c3 · Pion blanc sur case blanche c2 · Fou blanc sur case noire d2 · Pion blanc sur case noire f2 · Pion blanc sur case blanche g2 · Pion blanc sur case noire h2 · Tour blanche sur case noire a1 · Roi blanc sur case noire e1 · Fou blanc sur case blanche f1 · Cavalier blanc sur case noire g1 · Tour blanche sur case blanche h1 | Tour noire sur case blanche a8 · Cavalier noir sur case noire b8 · Fou noir sur case blanche c8 · Roi noir sur case blanche e8 · Cavalier noir sur case blanche g8 · Tour noire sur case noire h8 · Pion noir sur case noire a7 · Pion noir sur case blanche b7 · Pion noir sur case blanche f7 · Pion noir sur case noire g7 · Pion noir sur case blanche h7 · Pion noir sur case blanche e6 · Pion noir sur case noire c5 · Pion noir sur case blanche d5 · Pion blanc sur case noire e5 · Dame noire sur case blanche a4 · Pion blanc sur case noire d4 · Dame blanche sur case blanche g4 · Pion blanc sur case noire a3 · Pion blanc sur case noire c3 · Pion blanc sur case blanche c2 · Fou blanc sur case noire d2 · Pion blanc sur case noire f2 · Pion blanc sur case blanche g2 · Pion blanc sur case noire h2 · Tour blanche sur case noire a1 · Roi blanc sur case noire e1 · Fou blanc sur case blanche f1 · Cavalier blanc sur case noire g1 · Tour blanche sur case blanche h1 | 3 |
| 2 | Tour noire sur case blanche a8 · Cavalier noir sur case noire b8 · Fou noir sur case blanche c8 · Roi noir sur case blanche e8 · Cavalier noir sur case blanche g8 · Tour noire sur case noire h8 · Pion noir sur case noire a7 · Pion noir sur case blanche b7 · Pion noir sur case blanche f7 · Pion noir sur case noire g7 · Pion noir sur case blanche h7 · Pion noir sur case blanche e6 · Pion noir sur case noire c5 · Pion noir sur case blanche d5 · Pion blanc sur case noire e5 · Dame noire sur case blanche a4 · Pion blanc sur case noire d4 · Dame blanche sur case blanche g4 · Pion blanc sur case noire a3 · Pion blanc sur case noire c3 · Pion blanc sur case blanche c2 · Fou blanc sur case noire d2 · Pion blanc sur case noire f2 · Pion blanc sur case blanche g2 · Pion blanc sur case noire h2 · Tour blanche sur case noire a1 · Roi blanc sur case noire e1 · Fou blanc sur case blanche f1 · Cavalier blanc sur case noire g1 · Tour blanche sur case blanche h1 | Tour noire sur case blanche a8 · Cavalier noir sur case noire b8 · Fou noir sur case blanche c8 · Roi noir sur case blanche e8 · Cavalier noir sur case blanche g8 · Tour noire sur case noire h8 · Pion noir sur case noire a7 · Pion noir sur case blanche b7 · Pion noir sur case blanche f7 · Pion noir sur case noire g7 · Pion noir sur case blanche h7 · Pion noir sur case blanche e6 · Pion noir sur case noire c5 · Pion noir sur case blanche d5 · Pion blanc sur case noire e5 · Dame noire sur case blanche a4 · Pion blanc sur case noire d4 · Dame blanche sur case blanche g4 · Pion blanc sur case noire a3 · Pion blanc sur case noire c3 · Pion blanc sur case blanche c2 · Fou blanc sur case noire d2 · Pion blanc sur case noire f2 · Pion blanc sur case blanche g2 · Pion blanc sur case noire h2 · Tour blanche sur case noire a1 · Roi blanc sur case noire e1 · Fou blanc sur case blanche f1 · Cavalier blanc sur case noire g1 · Tour blanche sur case blanche h1 | Tour noire sur case blanche a8 · Cavalier noir sur case noire b8 · Fou noir sur case blanche c8 · Roi noir sur case blanche e8 · Cavalier noir sur case blanche g8 · Tour noire sur case noire h8 · Pion noir sur case noire a7 · Pion noir sur case blanche b7 · Pion noir sur case blanche f7 · Pion noir sur case noire g7 · Pion noir sur case blanche h7 · Pion noir sur case blanche e6 · Pion noir sur case noire c5 · Pion noir sur case blanche d5 · Pion blanc sur case noire e5 · Dame noire sur case blanche a4 · Pion blanc sur case noire d4 · Dame blanche sur case blanche g4 · Pion blanc sur case noire a3 · Pion blanc sur case noire c3 · Pion blanc sur case blanche c2 · Fou blanc sur case noire d2 · Pion blanc sur case noire f2 · Pion blanc sur case blanche g2 · Pion blanc sur case noire h2 · Tour blanche sur case noire a1 · Roi blanc sur case noire e1 · Fou blanc sur case blanche f1 · Cavalier blanc sur case noire g1 · Tour blanche sur case blanche h1 | Tour noire sur case blanche a8 · Cavalier noir sur case noire b8 · Fou noir sur case blanche c8 · Roi noir sur case blanche e8 · Cavalier noir sur case blanche g8 · Tour noire sur case noire h8 · Pion noir sur case noire a7 · Pion noir sur case blanche b7 · Pion noir sur case blanche f7 · Pion noir sur case noire g7 · Pion noir sur case blanche h7 · Pion noir sur case blanche e6 · Pion noir sur case noire c5 · Pion noir sur case blanche d5 · Pion blanc sur case noire e5 · Dame noire sur case blanche a4 · Pion blanc sur case noire d4 · Dame blanche sur case blanche g4 · Pion blanc sur case noire a3 · Pion blanc sur case noire c3 · Pion blanc sur case blanche c2 · Fou blanc sur case noire d2 · Pion blanc sur case noire f2 · Pion blanc sur case blanche g2 · Pion blanc sur case noire h2 · Tour blanche sur case noire a1 · Roi blanc sur case noire e1 · Fou blanc sur case blanche f1 · Cavalier blanc sur case noire g1 · Tour blanche sur case blanche h1 | Tour noire sur case blanche a8 · Cavalier noir sur case noire b8 · Fou noir sur case blanche c8 · Roi noir sur case blanche e8 · Cavalier noir sur case blanche g8 · Tour noire sur case noire h8 · Pion noir sur case noire a7 · Pion noir sur case blanche b7 · Pion noir sur case blanche f7 · Pion noir sur case noire g7 · Pion noir sur case blanche h7 · Pion noir sur case blanche e6 · Pion noir sur case noire c5 · Pion noir sur case blanche d5 · Pion blanc sur case noire e5 · Dame noire sur case blanche a4 · Pion blanc sur case noire d4 · Dame blanche sur case blanche g4 · Pion blanc sur case noire a3 · Pion blanc sur case noire c3 · Pion blanc sur case blanche c2 · Fou blanc sur case noire d2 · Pion blanc sur case noire f2 · Pion blanc sur case blanche g2 · Pion blanc sur case noire h2 · Tour blanche sur case noire a1 · Roi blanc sur case noire e1 · Fou blanc sur case blanche f1 · Cavalier blanc sur case noire g1 · Tour blanche sur case blanche h1 | Tour noire sur case blanche a8 · Cavalier noir sur case noire b8 · Fou noir sur case blanche c8 · Roi noir sur case blanche e8 · Cavalier noir sur case blanche g8 · Tour noire sur case noire h8 · Pion noir sur case noire a7 · Pion noir sur case blanche b7 · Pion noir sur case blanche f7 · Pion noir sur case noire g7 · Pion noir sur case blanche h7 · Pion noir sur case blanche e6 · Pion noir sur case noire c5 · Pion noir sur case blanche d5 · Pion blanc sur case noire e5 · Dame noire sur case blanche a4 · Pion blanc sur case noire d4 · Dame blanche sur case blanche g4 · Pion blanc sur case noire a3 · Pion blanc sur case noire c3 · Pion blanc sur case blanche c2 · Fou blanc sur case noire d2 · Pion blanc sur case noire f2 · Pion blanc sur case blanche g2 · Pion blanc sur case noire h2 · Tour blanche sur case noire a1 · Roi blanc sur case noire e1 · Fou blanc sur case blanche f1 · Cavalier blanc sur case noire g1 · Tour blanche sur case blanche h1 | Tour noire sur case blanche a8 · Cavalier noir sur case noire b8 · Fou noir sur case blanche c8 · Roi noir sur case blanche e8 · Cavalier noir sur case blanche g8 · Tour noire sur case noire h8 · Pion noir sur case noire a7 · Pion noir sur case blanche b7 · Pion noir sur case blanche f7 · Pion noir sur case noire g7 · Pion noir sur case blanche h7 · Pion noir sur case blanche e6 · Pion noir sur case noire c5 · Pion noir sur case blanche d5 · Pion blanc sur case noire e5 · Dame noire sur case blanche a4 · Pion blanc sur case noire d4 · Dame blanche sur case blanche g4 · Pion blanc sur case noire a3 · Pion blanc sur case noire c3 · Pion blanc sur case blanche c2 · Fou blanc sur case noire d2 · Pion blanc sur case noire f2 · Pion blanc sur case blanche g2 · Pion blanc sur case noire h2 · Tour blanche sur case noire a1 · Roi blanc sur case noire e1 · Fou blanc sur case blanche f1 · Cavalier blanc sur case noire g1 · Tour blanche sur case blanche h1 | Tour noire sur case blanche a8 · Cavalier noir sur case noire b8 · Fou noir sur case blanche c8 · Roi noir sur case blanche e8 · Cavalier noir sur case blanche g8 · Tour noire sur case noire h8 · Pion noir sur case noire a7 · Pion noir sur case blanche b7 · Pion noir sur case blanche f7 · Pion noir sur case noire g7 · Pion noir sur case blanche h7 · Pion noir sur case blanche e6 · Pion noir sur case noire c5 · Pion noir sur case blanche d5 · Pion blanc sur case noire e5 · Dame noire sur case blanche a4 · Pion blanc sur case noire d4 · Dame blanche sur case blanche g4 · Pion blanc sur case noire a3 · Pion blanc sur case noire c3 · Pion blanc sur case blanche c2 · Fou blanc sur case noire d2 · Pion blanc sur case noire f2 · Pion blanc sur case blanche g2 · Pion blanc sur case noire h2 · Tour blanche sur case noire a1 · Roi blanc sur case noire e1 · Fou blanc sur case blanche f1 · Cavalier blanc sur case noire g1 · Tour blanche sur case blanche h1 | 2 |
| 1 | Tour noire sur case blanche a8 · Cavalier noir sur case noire b8 · Fou noir sur case blanche c8 · Roi noir sur case blanche e8 · Cavalier noir sur case blanche g8 · Tour noire sur case noire h8 · Pion noir sur case noire a7 · Pion noir sur case blanche b7 · Pion noir sur case blanche f7 · Pion noir sur case noire g7 · Pion noir sur case blanche h7 · Pion noir sur case blanche e6 · Pion noir sur case noire c5 · Pion noir sur case blanche d5 · Pion blanc sur case noire e5 · Dame noire sur case blanche a4 · Pion blanc sur case noire d4 · Dame blanche sur case blanche g4 · Pion blanc sur case noire a3 · Pion blanc sur case noire c3 · Pion blanc sur case blanche c2 · Fou blanc sur case noire d2 · Pion blanc sur case noire f2 · Pion blanc sur case blanche g2 · Pion blanc sur case noire h2 · Tour blanche sur case noire a1 · Roi blanc sur case noire e1 · Fou blanc sur case blanche f1 · Cavalier blanc sur case noire g1 · Tour blanche sur case blanche h1 | Tour noire sur case blanche a8 · Cavalier noir sur case noire b8 · Fou noir sur case blanche c8 · Roi noir sur case blanche e8 · Cavalier noir sur case blanche g8 · Tour noire sur case noire h8 · Pion noir sur case noire a7 · Pion noir sur case blanche b7 · Pion noir sur case blanche f7 · Pion noir sur case noire g7 · Pion noir sur case blanche h7 · Pion noir sur case blanche e6 · Pion noir sur case noire c5 · Pion noir sur case blanche d5 · Pion blanc sur case noire e5 · Dame noire sur case blanche a4 · Pion blanc sur case noire d4 · Dame blanche sur case blanche g4 · Pion blanc sur case noire a3 · Pion blanc sur case noire c3 · Pion blanc sur case blanche c2 · Fou blanc sur case noire d2 · Pion blanc sur case noire f2 · Pion blanc sur case blanche g2 · Pion blanc sur case noire h2 · Tour blanche sur case noire a1 · Roi blanc sur case noire e1 · Fou blanc sur case blanche f1 · Cavalier blanc sur case noire g1 · Tour blanche sur case blanche h1 | Tour noire sur case blanche a8 · Cavalier noir sur case noire b8 · Fou noir sur case blanche c8 · Roi noir sur case blanche e8 · Cavalier noir sur case blanche g8 · Tour noire sur case noire h8 · Pion noir sur case noire a7 · Pion noir sur case blanche b7 · Pion noir sur case blanche f7 · Pion noir sur case noire g7 · Pion noir sur case blanche h7 · Pion noir sur case blanche e6 · Pion noir sur case noire c5 · Pion noir sur case blanche d5 · Pion blanc sur case noire e5 · Dame noire sur case blanche a4 · Pion blanc sur case noire d4 · Dame blanche sur case blanche g4 · Pion blanc sur case noire a3 · Pion blanc sur case noire c3 · Pion blanc sur case blanche c2 · Fou blanc sur case noire d2 · Pion blanc sur case noire f2 · Pion blanc sur case blanche g2 · Pion blanc sur case noire h2 · Tour blanche sur case noire a1 · Roi blanc sur case noire e1 · Fou blanc sur case blanche f1 · Cavalier blanc sur case noire g1 · Tour blanche sur case blanche h1 | Tour noire sur case blanche a8 · Cavalier noir sur case noire b8 · Fou noir sur case blanche c8 · Roi noir sur case blanche e8 · Cavalier noir sur case blanche g8 · Tour noire sur case noire h8 · Pion noir sur case noire a7 · Pion noir sur case blanche b7 · Pion noir sur case blanche f7 · Pion noir sur case noire g7 · Pion noir sur case blanche h7 · Pion noir sur case blanche e6 · Pion noir sur case noire c5 · Pion noir sur case blanche d5 · Pion blanc sur case noire e5 · Dame noire sur case blanche a4 · Pion blanc sur case noire d4 · Dame blanche sur case blanche g4 · Pion blanc sur case noire a3 · Pion blanc sur case noire c3 · Pion blanc sur case blanche c2 · Fou blanc sur case noire d2 · Pion blanc sur case noire f2 · Pion blanc sur case blanche g2 · Pion blanc sur case noire h2 · Tour blanche sur case noire a1 · Roi blanc sur case noire e1 · Fou blanc sur case blanche f1 · Cavalier blanc sur case noire g1 · Tour blanche sur case blanche h1 | Tour noire sur case blanche a8 · Cavalier noir sur case noire b8 · Fou noir sur case blanche c8 · Roi noir sur case blanche e8 · Cavalier noir sur case blanche g8 · Tour noire sur case noire h8 · Pion noir sur case noire a7 · Pion noir sur case blanche b7 · Pion noir sur case blanche f7 · Pion noir sur case noire g7 · Pion noir sur case blanche h7 · Pion noir sur case blanche e6 · Pion noir sur case noire c5 · Pion noir sur case blanche d5 · Pion blanc sur case noire e5 · Dame noire sur case blanche a4 · Pion blanc sur case noire d4 · Dame blanche sur case blanche g4 · Pion blanc sur case noire a3 · Pion blanc sur case noire c3 · Pion blanc sur case blanche c2 · Fou blanc sur case noire d2 · Pion blanc sur case noire f2 · Pion blanc sur case blanche g2 · Pion blanc sur case noire h2 · Tour blanche sur case noire a1 · Roi blanc sur case noire e1 · Fou blanc sur case blanche f1 · Cavalier blanc sur case noire g1 · Tour blanche sur case blanche h1 | Tour noire sur case blanche a8 · Cavalier noir sur case noire b8 · Fou noir sur case blanche c8 · Roi noir sur case blanche e8 · Cavalier noir sur case blanche g8 · Tour noire sur case noire h8 · Pion noir sur case noire a7 · Pion noir sur case blanche b7 · Pion noir sur case blanche f7 · Pion noir sur case noire g7 · Pion noir sur case blanche h7 · Pion noir sur case blanche e6 · Pion noir sur case noire c5 · Pion noir sur case blanche d5 · Pion blanc sur case noire e5 · Dame noire sur case blanche a4 · Pion blanc sur case noire d4 · Dame blanche sur case blanche g4 · Pion blanc sur case noire a3 · Pion blanc sur case noire c3 · Pion blanc sur case blanche c2 · Fou blanc sur case noire d2 · Pion blanc sur case noire f2 · Pion blanc sur case blanche g2 · Pion blanc sur case noire h2 · Tour blanche sur case noire a1 · Roi blanc sur case noire e1 · Fou blanc sur case blanche f1 · Cavalier blanc sur case noire g1 · Tour blanche sur case blanche h1 | Tour noire sur case blanche a8 · Cavalier noir sur case noire b8 · Fou noir sur case blanche c8 · Roi noir sur case blanche e8 · Cavalier noir sur case blanche g8 · Tour noire sur case noire h8 · Pion noir sur case noire a7 · Pion noir sur case blanche b7 · Pion noir sur case blanche f7 · Pion noir sur case noire g7 · Pion noir sur case blanche h7 · Pion noir sur case blanche e6 · Pion noir sur case noire c5 · Pion noir sur case blanche d5 · Pion blanc sur case noire e5 · Dame noire sur case blanche a4 · Pion blanc sur case noire d4 · Dame blanche sur case blanche g4 · Pion blanc sur case noire a3 · Pion blanc sur case noire c3 · Pion blanc sur case blanche c2 · Fou blanc sur case noire d2 · Pion blanc sur case noire f2 · Pion blanc sur case blanche g2 · Pion blanc sur case noire h2 · Tour blanche sur case noire a1 · Roi blanc sur case noire e1 · Fou blanc sur case blanche f1 · Cavalier blanc sur case noire g1 · Tour blanche sur case blanche h1 | Tour noire sur case blanche a8 · Cavalier noir sur case noire b8 · Fou noir sur case blanche c8 · Roi noir sur case blanche e8 · Cavalier noir sur case blanche g8 · Tour noire sur case noire h8 · Pion noir sur case noire a7 · Pion noir sur case blanche b7 · Pion noir sur case blanche f7 · Pion noir sur case noire g7 · Pion noir sur case blanche h7 · Pion noir sur case blanche e6 · Pion noir sur case noire c5 · Pion noir sur case blanche d5 · Pion blanc sur case noire e5 · Dame noire sur case blanche a4 · Pion blanc sur case noire d4 · Dame blanche sur case blanche g4 · Pion blanc sur case noire a3 · Pion blanc sur case noire c3 · Pion blanc sur case blanche c2 · Fou blanc sur case noire d2 · Pion blanc sur case noire f2 · Pion blanc sur case blanche g2 · Pion blanc sur case noire h2 · Tour blanche sur case noire a1 · Roi blanc sur case noire e1 · Fou blanc sur case blanche f1 · Cavalier blanc sur case noire g1 · Tour blanche sur case blanche h1 | 1 |
|   | a | b | c | d | e | f | g | h |   |

Dans une position où le centre est fermé, le fait de ne pas avoir roqué, comme tout retard de développement, se fait moins sentir car il est difficile pour les pièces adverses de s'infiltrer dans la position. C'est par exemple le cas d'une ligne de la variante Portish-Hook de la défense française (qui fait partie de la variante Winaver)     : 1. e4 e6 2.d4 d5 3.Cc3 Fb4 4.e5 c5 5.a3 Fxc3+ 6.bxc3 Da5 7.Fd2 Da4 8.Dg4. Ici la réponse 8... Rf8 qui évite de créer des faiblesses sans amenuiser les chances d'égalisation est préférable à 8... g6 qui conserve la possibilité de roquer. 
À l'inverse, dans une position ouverte, avec des colonnes et des diagonales dégagées permettant aux pièces à longue portée d'agir, le retard de développement est nettement plus problématique.

#### Stratégie d'empêchement de l'adversaire
Faire se maintenir le roi adverse au centre de l'échiquier est souvent un avantage décisif pour le camp attaquant. Il existe plusieurs méthodes pour s'assurer que le roi restera au centre en contrôlant par exemple les cases qu'il devrait parcourir pour roquer.
L'une des premières idées pour empêcher le roi adverse de roquer est d'installer un fou sur la case a3 (a6 pour les Noirs) afin de contrôler la diagonale et donc la case f8 (f1 pour les Noirs), interdisant au roi d'y passer. Cette opération peut s'accompagner du sacrifice d'un pion, parfois deux, mais il faut dans ce cas calculer précisément les possibilités de défense de l'adversaire. Il existe en effet le risque qu'il arrive à couper la diagonale en interposant un pion ou une pièce, qu'il puisse alors roquer et se retrouver dans une position confortable avec un pion de plus.

### Choix entre grand roque et petit roque
Dans le grand roque, le Roi est généralement plus en sécurité en b1 (respectivement b8 pour les Noirs) qu'en c1 (c8), ce qui fait que le grand roque requiert toujours un coup de plus, et souvent deux coups de plus, que le petit roque pour mettre le Roi en sécurité. Par conséquent, le grand roque est assez exceptionnel, le petit roque étant beaucoup plus courant. Cela ne signifie pas en revanche que le grand roque soit inférieur au petit roque, il y a pour décider de quel côté roquer plusieurs facteurs à prendre en compte. Parmi ces facteurs il y a  la sécurité du Roi, le côté où l'adversaire a roqué ou est susceptible de le faire (veut-on lancer une marée de pions contre son roque, auquel cas on choisira des roques opposés, ou préférer la sécurité et roquer sur le même côté que lui ?) et la nature du centre (est-il bloqué ou pas, autrement dit s'agit-il d'une position ouverte, fermée ou semi-fermée ?).

### Roques de côtés opposés

#### Idées à mettre en œuvre dans les variantes avec roques de côtés opposés
Les variantes avec roques de côtés opposés sont, en pratique, des parties où l'on obtient les « engagements les plus aigus. » C'est ce type de variantes que choisiront souvent des grands maîtres s'ils doivent mener une partie où il leur est impératif de jouer pour le gain. Dans les parties où les roques sont effectués du même côté l'attaquant va rarement envoyer ses pions sur le roque ennemi, craignant d'affaiblir la sécurité de son roi. Mais avec des roques de côtés opposés,  l'attaquant peut envoyer ses pions sur le roque ennemi sans faire prendre de risque à son roi, en gagnant de l'espace par l'avancée des pions et en offrant des possibilités d'action à ses tours. 
La vitesse de l'attaque est alors primordiale : le camp le premier attaqué est forcé de se replier en défense et ne peut immédiatement lancer une contre-attaque de l'autre côté de l'échiquier. Il faut donc, avant de décider d'entrer dans un système avec roques de côtés opposés, prendre en considération la position des pions, voire de commencer par jouer un ou deux coups de pions du côté où on compte mener l'attaque avant de roquer. Il faut aussi prendre en considération la structure de pions du camp adverse, en particulier celle qui protège le roi : si trois pions sont alignés devant le roi, il sera difficile d'ouvrir des colonnes propices aux attaques de tours. En revanche, si un pion est avancé, cette ouverture de colonne est plus envisageable. 
Un autre facteur est à prendre en compte avant de se lancer dans une telle structure : la disposition des pièces. Non seulement leur développement, mais aussi leur place. Si elles peuvent être facilement attaquées par les pions adverses, il faudra perdre des temps pour les replier. Il faudra aussi dégager les pièces de l'attaquant si elles se trouvent devant ses propres pions dont elles entraveraient l'avancée.
Il y a en général six à huit coups pour deux pions attaquants pour arriver jusqu'au roi adverse, cette précision permettant de calculer les possibilités du défenseur pendant l'assaut. Cette attaque de pion doit se calculer « avec la précision d'une combinaison. »

#### Partie exemplaire
La partie suivante est une des meilleures illustrations d'un roque suffisamment solide pour mener une attaque avec les propres pions boucliers du Roi (...g5 puis ...g4 après ...0-0 noir ainsi que roques opposés)  :
Vladimir Bagirov-Edouard Goufeld, 1/2 finale du 41e Championnat d'échecs d'URSS, Kirovobad, 1973  :
1.d4 g6 2.c4 Fg7 3.Cc3 d6 4.e4 Cf6 5.f3 0-0 6.Fe3 Cc6 7.Cge2 Tb8 8.Dd2 a6 9.Fh6 b5 10.h4 e5 11.Fxg7 Rxg7 12.h5 Rh8 13.Cd5 bxc4 14.hxg6 fxg6 15.Dh6 Ch5 16.g4 Txb2 17.gxh5 g5 18.Tg1 g4 19.0-0-0 Txa2 20.Cef4 exf4 21.Cxf4 Txf4 22.Dxf4 c3 23.Fc4 Ta3 24.fxg4 Cb4 25.Rb1 Fe6 26.Fxe6 Cd3 27.Df7 Db8+ 28.Fb3 Txb3+ 29.Rc2 Cb4+ 30.Rxb3 Cd5+ 31.Rc2 Db2+ 32.Rd3 Db5+ 0-1

#### Relativisation de ce type de plan par Aaron Nimzowitsch dans le cadre du jeu positionnel
|   | a | b | c | d | e | f | g | h |   |
| 8 | Tour noire sur case blanche a8 · Dame noire sur case noire d8 · Tour noire sur case noire f8 · Roi noir sur case blanche g8 · Pion noir sur case noire c7 · Fou noir sur case blanche d7 · Fou noir sur case noire e7 · Pion noir sur case blanche f7 · Pion noir sur case noire g7 · Pion noir sur case blanche h7 · Pion noir sur case blanche a6 · Cavalier noir sur case blanche c6 · Pion noir sur case noire d6 · Cavalier noir sur case noire f6 · Pion noir sur case blanche b5 · Cavalier blanc sur case noire d4 · Pion blanc sur case blanche e4 · Cavalier blanc sur case noire c3 · Fou blanc sur case noire e3 · Pion blanc sur case blanche f3 · Pion blanc sur case blanche a2 · Pion blanc sur case noire b2 · Pion blanc sur case blanche c2 · Dame blanche sur case noire d2 · Fou blanc sur case blanche e2 · Pion blanc sur case blanche g2 · Pion blanc sur case noire h2 · Roi blanc sur case noire c1 · Tour blanche sur case blanche d1 · Tour blanche sur case blanche h1 | Tour noire sur case blanche a8 · Dame noire sur case noire d8 · Tour noire sur case noire f8 · Roi noir sur case blanche g8 · Pion noir sur case noire c7 · Fou noir sur case blanche d7 · Fou noir sur case noire e7 · Pion noir sur case blanche f7 · Pion noir sur case noire g7 · Pion noir sur case blanche h7 · Pion noir sur case blanche a6 · Cavalier noir sur case blanche c6 · Pion noir sur case noire d6 · Cavalier noir sur case noire f6 · Pion noir sur case blanche b5 · Cavalier blanc sur case noire d4 · Pion blanc sur case blanche e4 · Cavalier blanc sur case noire c3 · Fou blanc sur case noire e3 · Pion blanc sur case blanche f3 · Pion blanc sur case blanche a2 · Pion blanc sur case noire b2 · Pion blanc sur case blanche c2 · Dame blanche sur case noire d2 · Fou blanc sur case blanche e2 · Pion blanc sur case blanche g2 · Pion blanc sur case noire h2 · Roi blanc sur case noire c1 · Tour blanche sur case blanche d1 · Tour blanche sur case blanche h1 | Tour noire sur case blanche a8 · Dame noire sur case noire d8 · Tour noire sur case noire f8 · Roi noir sur case blanche g8 · Pion noir sur case noire c7 · Fou noir sur case blanche d7 · Fou noir sur case noire e7 · Pion noir sur case blanche f7 · Pion noir sur case noire g7 · Pion noir sur case blanche h7 · Pion noir sur case blanche a6 · Cavalier noir sur case blanche c6 · Pion noir sur case noire d6 · Cavalier noir sur case noire f6 · Pion noir sur case blanche b5 · Cavalier blanc sur case noire d4 · Pion blanc sur case blanche e4 · Cavalier blanc sur case noire c3 · Fou blanc sur case noire e3 · Pion blanc sur case blanche f3 · Pion blanc sur case blanche a2 · Pion blanc sur case noire b2 · Pion blanc sur case blanche c2 · Dame blanche sur case noire d2 · Fou blanc sur case blanche e2 · Pion blanc sur case blanche g2 · Pion blanc sur case noire h2 · Roi blanc sur case noire c1 · Tour blanche sur case blanche d1 · Tour blanche sur case blanche h1 | Tour noire sur case blanche a8 · Dame noire sur case noire d8 · Tour noire sur case noire f8 · Roi noir sur case blanche g8 · Pion noir sur case noire c7 · Fou noir sur case blanche d7 · Fou noir sur case noire e7 · Pion noir sur case blanche f7 · Pion noir sur case noire g7 · Pion noir sur case blanche h7 · Pion noir sur case blanche a6 · Cavalier noir sur case blanche c6 · Pion noir sur case noire d6 · Cavalier noir sur case noire f6 · Pion noir sur case blanche b5 · Cavalier blanc sur case noire d4 · Pion blanc sur case blanche e4 · Cavalier blanc sur case noire c3 · Fou blanc sur case noire e3 · Pion blanc sur case blanche f3 · Pion blanc sur case blanche a2 · Pion blanc sur case noire b2 · Pion blanc sur case blanche c2 · Dame blanche sur case noire d2 · Fou blanc sur case blanche e2 · Pion blanc sur case blanche g2 · Pion blanc sur case noire h2 · Roi blanc sur case noire c1 · Tour blanche sur case blanche d1 · Tour blanche sur case blanche h1 | Tour noire sur case blanche a8 · Dame noire sur case noire d8 · Tour noire sur case noire f8 · Roi noir sur case blanche g8 · Pion noir sur case noire c7 · Fou noir sur case blanche d7 · Fou noir sur case noire e7 · Pion noir sur case blanche f7 · Pion noir sur case noire g7 · Pion noir sur case blanche h7 · Pion noir sur case blanche a6 · Cavalier noir sur case blanche c6 · Pion noir sur case noire d6 · Cavalier noir sur case noire f6 · Pion noir sur case blanche b5 · Cavalier blanc sur case noire d4 · Pion blanc sur case blanche e4 · Cavalier blanc sur case noire c3 · Fou blanc sur case noire e3 · Pion blanc sur case blanche f3 · Pion blanc sur case blanche a2 · Pion blanc sur case noire b2 · Pion blanc sur case blanche c2 · Dame blanche sur case noire d2 · Fou blanc sur case blanche e2 · Pion blanc sur case blanche g2 · Pion blanc sur case noire h2 · Roi blanc sur case noire c1 · Tour blanche sur case blanche d1 · Tour blanche sur case blanche h1 | Tour noire sur case blanche a8 · Dame noire sur case noire d8 · Tour noire sur case noire f8 · Roi noir sur case blanche g8 · Pion noir sur case noire c7 · Fou noir sur case blanche d7 · Fou noir sur case noire e7 · Pion noir sur case blanche f7 · Pion noir sur case noire g7 · Pion noir sur case blanche h7 · Pion noir sur case blanche a6 · Cavalier noir sur case blanche c6 · Pion noir sur case noire d6 · Cavalier noir sur case noire f6 · Pion noir sur case blanche b5 · Cavalier blanc sur case noire d4 · Pion blanc sur case blanche e4 · Cavalier blanc sur case noire c3 · Fou blanc sur case noire e3 · Pion blanc sur case blanche f3 · Pion blanc sur case blanche a2 · Pion blanc sur case noire b2 · Pion blanc sur case blanche c2 · Dame blanche sur case noire d2 · Fou blanc sur case blanche e2 · Pion blanc sur case blanche g2 · Pion blanc sur case noire h2 · Roi blanc sur case noire c1 · Tour blanche sur case blanche d1 · Tour blanche sur case blanche h1 | Tour noire sur case blanche a8 · Dame noire sur case noire d8 · Tour noire sur case noire f8 · Roi noir sur case blanche g8 · Pion noir sur case noire c7 · Fou noir sur case blanche d7 · Fou noir sur case noire e7 · Pion noir sur case blanche f7 · Pion noir sur case noire g7 · Pion noir sur case blanche h7 · Pion noir sur case blanche a6 · Cavalier noir sur case blanche c6 · Pion noir sur case noire d6 · Cavalier noir sur case noire f6 · Pion noir sur case blanche b5 · Cavalier blanc sur case noire d4 · Pion blanc sur case blanche e4 · Cavalier blanc sur case noire c3 · Fou blanc sur case noire e3 · Pion blanc sur case blanche f3 · Pion blanc sur case blanche a2 · Pion blanc sur case noire b2 · Pion blanc sur case blanche c2 · Dame blanche sur case noire d2 · Fou blanc sur case blanche e2 · Pion blanc sur case blanche g2 · Pion blanc sur case noire h2 · Roi blanc sur case noire c1 · Tour blanche sur case blanche d1 · Tour blanche sur case blanche h1 | Tour noire sur case blanche a8 · Dame noire sur case noire d8 · Tour noire sur case noire f8 · Roi noir sur case blanche g8 · Pion noir sur case noire c7 · Fou noir sur case blanche d7 · Fou noir sur case noire e7 · Pion noir sur case blanche f7 · Pion noir sur case noire g7 · Pion noir sur case blanche h7 · Pion noir sur case blanche a6 · Cavalier noir sur case blanche c6 · Pion noir sur case noire d6 · Cavalier noir sur case noire f6 · Pion noir sur case blanche b5 · Cavalier blanc sur case noire d4 · Pion blanc sur case blanche e4 · Cavalier blanc sur case noire c3 · Fou blanc sur case noire e3 · Pion blanc sur case blanche f3 · Pion blanc sur case blanche a2 · Pion blanc sur case noire b2 · Pion blanc sur case blanche c2 · Dame blanche sur case noire d2 · Fou blanc sur case blanche e2 · Pion blanc sur case blanche g2 · Pion blanc sur case noire h2 · Roi blanc sur case noire c1 · Tour blanche sur case blanche d1 · Tour blanche sur case blanche h1 | 8 |
| 7 | Tour noire sur case blanche a8 · Dame noire sur case noire d8 · Tour noire sur case noire f8 · Roi noir sur case blanche g8 · Pion noir sur case noire c7 · Fou noir sur case blanche d7 · Fou noir sur case noire e7 · Pion noir sur case blanche f7 · Pion noir sur case noire g7 · Pion noir sur case blanche h7 · Pion noir sur case blanche a6 · Cavalier noir sur case blanche c6 · Pion noir sur case noire d6 · Cavalier noir sur case noire f6 · Pion noir sur case blanche b5 · Cavalier blanc sur case noire d4 · Pion blanc sur case blanche e4 · Cavalier blanc sur case noire c3 · Fou blanc sur case noire e3 · Pion blanc sur case blanche f3 · Pion blanc sur case blanche a2 · Pion blanc sur case noire b2 · Pion blanc sur case blanche c2 · Dame blanche sur case noire d2 · Fou blanc sur case blanche e2 · Pion blanc sur case blanche g2 · Pion blanc sur case noire h2 · Roi blanc sur case noire c1 · Tour blanche sur case blanche d1 · Tour blanche sur case blanche h1 | Tour noire sur case blanche a8 · Dame noire sur case noire d8 · Tour noire sur case noire f8 · Roi noir sur case blanche g8 · Pion noir sur case noire c7 · Fou noir sur case blanche d7 · Fou noir sur case noire e7 · Pion noir sur case blanche f7 · Pion noir sur case noire g7 · Pion noir sur case blanche h7 · Pion noir sur case blanche a6 · Cavalier noir sur case blanche c6 · Pion noir sur case noire d6 · Cavalier noir sur case noire f6 · Pion noir sur case blanche b5 · Cavalier blanc sur case noire d4 · Pion blanc sur case blanche e4 · Cavalier blanc sur case noire c3 · Fou blanc sur case noire e3 · Pion blanc sur case blanche f3 · Pion blanc sur case blanche a2 · Pion blanc sur case noire b2 · Pion blanc sur case blanche c2 · Dame blanche sur case noire d2 · Fou blanc sur case blanche e2 · Pion blanc sur case blanche g2 · Pion blanc sur case noire h2 · Roi blanc sur case noire c1 · Tour blanche sur case blanche d1 · Tour blanche sur case blanche h1 | Tour noire sur case blanche a8 · Dame noire sur case noire d8 · Tour noire sur case noire f8 · Roi noir sur case blanche g8 · Pion noir sur case noire c7 · Fou noir sur case blanche d7 · Fou noir sur case noire e7 · Pion noir sur case blanche f7 · Pion noir sur case noire g7 · Pion noir sur case blanche h7 · Pion noir sur case blanche a6 · Cavalier noir sur case blanche c6 · Pion noir sur case noire d6 · Cavalier noir sur case noire f6 · Pion noir sur case blanche b5 · Cavalier blanc sur case noire d4 · Pion blanc sur case blanche e4 · Cavalier blanc sur case noire c3 · Fou blanc sur case noire e3 · Pion blanc sur case blanche f3 · Pion blanc sur case blanche a2 · Pion blanc sur case noire b2 · Pion blanc sur case blanche c2 · Dame blanche sur case noire d2 · Fou blanc sur case blanche e2 · Pion blanc sur case blanche g2 · Pion blanc sur case noire h2 · Roi blanc sur case noire c1 · Tour blanche sur case blanche d1 · Tour blanche sur case blanche h1 | Tour noire sur case blanche a8 · Dame noire sur case noire d8 · Tour noire sur case noire f8 · Roi noir sur case blanche g8 · Pion noir sur case noire c7 · Fou noir sur case blanche d7 · Fou noir sur case noire e7 · Pion noir sur case blanche f7 · Pion noir sur case noire g7 · Pion noir sur case blanche h7 · Pion noir sur case blanche a6 · Cavalier noir sur case blanche c6 · Pion noir sur case noire d6 · Cavalier noir sur case noire f6 · Pion noir sur case blanche b5 · Cavalier blanc sur case noire d4 · Pion blanc sur case blanche e4 · Cavalier blanc sur case noire c3 · Fou blanc sur case noire e3 · Pion blanc sur case blanche f3 · Pion blanc sur case blanche a2 · Pion blanc sur case noire b2 · Pion blanc sur case blanche c2 · Dame blanche sur case noire d2 · Fou blanc sur case blanche e2 · Pion blanc sur case blanche g2 · Pion blanc sur case noire h2 · Roi blanc sur case noire c1 · Tour blanche sur case blanche d1 · Tour blanche sur case blanche h1 | Tour noire sur case blanche a8 · Dame noire sur case noire d8 · Tour noire sur case noire f8 · Roi noir sur case blanche g8 · Pion noir sur case noire c7 · Fou noir sur case blanche d7 · Fou noir sur case noire e7 · Pion noir sur case blanche f7 · Pion noir sur case noire g7 · Pion noir sur case blanche h7 · Pion noir sur case blanche a6 · Cavalier noir sur case blanche c6 · Pion noir sur case noire d6 · Cavalier noir sur case noire f6 · Pion noir sur case blanche b5 · Cavalier blanc sur case noire d4 · Pion blanc sur case blanche e4 · Cavalier blanc sur case noire c3 · Fou blanc sur case noire e3 · Pion blanc sur case blanche f3 · Pion blanc sur case blanche a2 · Pion blanc sur case noire b2 · Pion blanc sur case blanche c2 · Dame blanche sur case noire d2 · Fou blanc sur case blanche e2 · Pion blanc sur case blanche g2 · Pion blanc sur case noire h2 · Roi blanc sur case noire c1 · Tour blanche sur case blanche d1 · Tour blanche sur case blanche h1 | Tour noire sur case blanche a8 · Dame noire sur case noire d8 · Tour noire sur case noire f8 · Roi noir sur case blanche g8 · Pion noir sur case noire c7 · Fou noir sur case blanche d7 · Fou noir sur case noire e7 · Pion noir sur case blanche f7 · Pion noir sur case noire g7 · Pion noir sur case blanche h7 · Pion noir sur case blanche a6 · Cavalier noir sur case blanche c6 · Pion noir sur case noire d6 · Cavalier noir sur case noire f6 · Pion noir sur case blanche b5 · Cavalier blanc sur case noire d4 · Pion blanc sur case blanche e4 · Cavalier blanc sur case noire c3 · Fou blanc sur case noire e3 · Pion blanc sur case blanche f3 · Pion blanc sur case blanche a2 · Pion blanc sur case noire b2 · Pion blanc sur case blanche c2 · Dame blanche sur case noire d2 · Fou blanc sur case blanche e2 · Pion blanc sur case blanche g2 · Pion blanc sur case noire h2 · Roi blanc sur case noire c1 · Tour blanche sur case blanche d1 · Tour blanche sur case blanche h1 | Tour noire sur case blanche a8 · Dame noire sur case noire d8 · Tour noire sur case noire f8 · Roi noir sur case blanche g8 · Pion noir sur case noire c7 · Fou noir sur case blanche d7 · Fou noir sur case noire e7 · Pion noir sur case blanche f7 · Pion noir sur case noire g7 · Pion noir sur case blanche h7 · Pion noir sur case blanche a6 · Cavalier noir sur case blanche c6 · Pion noir sur case noire d6 · Cavalier noir sur case noire f6 · Pion noir sur case blanche b5 · Cavalier blanc sur case noire d4 · Pion blanc sur case blanche e4 · Cavalier blanc sur case noire c3 · Fou blanc sur case noire e3 · Pion blanc sur case blanche f3 · Pion blanc sur case blanche a2 · Pion blanc sur case noire b2 · Pion blanc sur case blanche c2 · Dame blanche sur case noire d2 · Fou blanc sur case blanche e2 · Pion blanc sur case blanche g2 · Pion blanc sur case noire h2 · Roi blanc sur case noire c1 · Tour blanche sur case blanche d1 · Tour blanche sur case blanche h1 | Tour noire sur case blanche a8 · Dame noire sur case noire d8 · Tour noire sur case noire f8 · Roi noir sur case blanche g8 · Pion noir sur case noire c7 · Fou noir sur case blanche d7 · Fou noir sur case noire e7 · Pion noir sur case blanche f7 · Pion noir sur case noire g7 · Pion noir sur case blanche h7 · Pion noir sur case blanche a6 · Cavalier noir sur case blanche c6 · Pion noir sur case noire d6 · Cavalier noir sur case noire f6 · Pion noir sur case blanche b5 · Cavalier blanc sur case noire d4 · Pion blanc sur case blanche e4 · Cavalier blanc sur case noire c3 · Fou blanc sur case noire e3 · Pion blanc sur case blanche f3 · Pion blanc sur case blanche a2 · Pion blanc sur case noire b2 · Pion blanc sur case blanche c2 · Dame blanche sur case noire d2 · Fou blanc sur case blanche e2 · Pion blanc sur case blanche g2 · Pion blanc sur case noire h2 · Roi blanc sur case noire c1 · Tour blanche sur case blanche d1 · Tour blanche sur case blanche h1 | 7 |
| 6 | Tour noire sur case blanche a8 · Dame noire sur case noire d8 · Tour noire sur case noire f8 · Roi noir sur case blanche g8 · Pion noir sur case noire c7 · Fou noir sur case blanche d7 · Fou noir sur case noire e7 · Pion noir sur case blanche f7 · Pion noir sur case noire g7 · Pion noir sur case blanche h7 · Pion noir sur case blanche a6 · Cavalier noir sur case blanche c6 · Pion noir sur case noire d6 · Cavalier noir sur case noire f6 · Pion noir sur case blanche b5 · Cavalier blanc sur case noire d4 · Pion blanc sur case blanche e4 · Cavalier blanc sur case noire c3 · Fou blanc sur case noire e3 · Pion blanc sur case blanche f3 · Pion blanc sur case blanche a2 · Pion blanc sur case noire b2 · Pion blanc sur case blanche c2 · Dame blanche sur case noire d2 · Fou blanc sur case blanche e2 · Pion blanc sur case blanche g2 · Pion blanc sur case noire h2 · Roi blanc sur case noire c1 · Tour blanche sur case blanche d1 · Tour blanche sur case blanche h1 | Tour noire sur case blanche a8 · Dame noire sur case noire d8 · Tour noire sur case noire f8 · Roi noir sur case blanche g8 · Pion noir sur case noire c7 · Fou noir sur case blanche d7 · Fou noir sur case noire e7 · Pion noir sur case blanche f7 · Pion noir sur case noire g7 · Pion noir sur case blanche h7 · Pion noir sur case blanche a6 · Cavalier noir sur case blanche c6 · Pion noir sur case noire d6 · Cavalier noir sur case noire f6 · Pion noir sur case blanche b5 · Cavalier blanc sur case noire d4 · Pion blanc sur case blanche e4 · Cavalier blanc sur case noire c3 · Fou blanc sur case noire e3 · Pion blanc sur case blanche f3 · Pion blanc sur case blanche a2 · Pion blanc sur case noire b2 · Pion blanc sur case blanche c2 · Dame blanche sur case noire d2 · Fou blanc sur case blanche e2 · Pion blanc sur case blanche g2 · Pion blanc sur case noire h2 · Roi blanc sur case noire c1 · Tour blanche sur case blanche d1 · Tour blanche sur case blanche h1 | Tour noire sur case blanche a8 · Dame noire sur case noire d8 · Tour noire sur case noire f8 · Roi noir sur case blanche g8 · Pion noir sur case noire c7 · Fou noir sur case blanche d7 · Fou noir sur case noire e7 · Pion noir sur case blanche f7 · Pion noir sur case noire g7 · Pion noir sur case blanche h7 · Pion noir sur case blanche a6 · Cavalier noir sur case blanche c6 · Pion noir sur case noire d6 · Cavalier noir sur case noire f6 · Pion noir sur case blanche b5 · Cavalier blanc sur case noire d4 · Pion blanc sur case blanche e4 · Cavalier blanc sur case noire c3 · Fou blanc sur case noire e3 · Pion blanc sur case blanche f3 · Pion blanc sur case blanche a2 · Pion blanc sur case noire b2 · Pion blanc sur case blanche c2 · Dame blanche sur case noire d2 · Fou blanc sur case blanche e2 · Pion blanc sur case blanche g2 · Pion blanc sur case noire h2 · Roi blanc sur case noire c1 · Tour blanche sur case blanche d1 · Tour blanche sur case blanche h1 | Tour noire sur case blanche a8 · Dame noire sur case noire d8 · Tour noire sur case noire f8 · Roi noir sur case blanche g8 · Pion noir sur case noire c7 · Fou noir sur case blanche d7 · Fou noir sur case noire e7 · Pion noir sur case blanche f7 · Pion noir sur case noire g7 · Pion noir sur case blanche h7 · Pion noir sur case blanche a6 · Cavalier noir sur case blanche c6 · Pion noir sur case noire d6 · Cavalier noir sur case noire f6 · Pion noir sur case blanche b5 · Cavalier blanc sur case noire d4 · Pion blanc sur case blanche e4 · Cavalier blanc sur case noire c3 · Fou blanc sur case noire e3 · Pion blanc sur case blanche f3 · Pion blanc sur case blanche a2 · Pion blanc sur case noire b2 · Pion blanc sur case blanche c2 · Dame blanche sur case noire d2 · Fou blanc sur case blanche e2 · Pion blanc sur case blanche g2 · Pion blanc sur case noire h2 · Roi blanc sur case noire c1 · Tour blanche sur case blanche d1 · Tour blanche sur case blanche h1 | Tour noire sur case blanche a8 · Dame noire sur case noire d8 · Tour noire sur case noire f8 · Roi noir sur case blanche g8 · Pion noir sur case noire c7 · Fou noir sur case blanche d7 · Fou noir sur case noire e7 · Pion noir sur case blanche f7 · Pion noir sur case noire g7 · Pion noir sur case blanche h7 · Pion noir sur case blanche a6 · Cavalier noir sur case blanche c6 · Pion noir sur case noire d6 · Cavalier noir sur case noire f6 · Pion noir sur case blanche b5 · Cavalier blanc sur case noire d4 · Pion blanc sur case blanche e4 · Cavalier blanc sur case noire c3 · Fou blanc sur case noire e3 · Pion blanc sur case blanche f3 · Pion blanc sur case blanche a2 · Pion blanc sur case noire b2 · Pion blanc sur case blanche c2 · Dame blanche sur case noire d2 · Fou blanc sur case blanche e2 · Pion blanc sur case blanche g2 · Pion blanc sur case noire h2 · Roi blanc sur case noire c1 · Tour blanche sur case blanche d1 · Tour blanche sur case blanche h1 | Tour noire sur case blanche a8 · Dame noire sur case noire d8 · Tour noire sur case noire f8 · Roi noir sur case blanche g8 · Pion noir sur case noire c7 · Fou noir sur case blanche d7 · Fou noir sur case noire e7 · Pion noir sur case blanche f7 · Pion noir sur case noire g7 · Pion noir sur case blanche h7 · Pion noir sur case blanche a6 · Cavalier noir sur case blanche c6 · Pion noir sur case noire d6 · Cavalier noir sur case noire f6 · Pion noir sur case blanche b5 · Cavalier blanc sur case noire d4 · Pion blanc sur case blanche e4 · Cavalier blanc sur case noire c3 · Fou blanc sur case noire e3 · Pion blanc sur case blanche f3 · Pion blanc sur case blanche a2 · Pion blanc sur case noire b2 · Pion blanc sur case blanche c2 · Dame blanche sur case noire d2 · Fou blanc sur case blanche e2 · Pion blanc sur case blanche g2 · Pion blanc sur case noire h2 · Roi blanc sur case noire c1 · Tour blanche sur case blanche d1 · Tour blanche sur case blanche h1 | Tour noire sur case blanche a8 · Dame noire sur case noire d8 · Tour noire sur case noire f8 · Roi noir sur case blanche g8 · Pion noir sur case noire c7 · Fou noir sur case blanche d7 · Fou noir sur case noire e7 · Pion noir sur case blanche f7 · Pion noir sur case noire g7 · Pion noir sur case blanche h7 · Pion noir sur case blanche a6 · Cavalier noir sur case blanche c6 · Pion noir sur case noire d6 · Cavalier noir sur case noire f6 · Pion noir sur case blanche b5 · Cavalier blanc sur case noire d4 · Pion blanc sur case blanche e4 · Cavalier blanc sur case noire c3 · Fou blanc sur case noire e3 · Pion blanc sur case blanche f3 · Pion blanc sur case blanche a2 · Pion blanc sur case noire b2 · Pion blanc sur case blanche c2 · Dame blanche sur case noire d2 · Fou blanc sur case blanche e2 · Pion blanc sur case blanche g2 · Pion blanc sur case noire h2 · Roi blanc sur case noire c1 · Tour blanche sur case blanche d1 · Tour blanche sur case blanche h1 | Tour noire sur case blanche a8 · Dame noire sur case noire d8 · Tour noire sur case noire f8 · Roi noir sur case blanche g8 · Pion noir sur case noire c7 · Fou noir sur case blanche d7 · Fou noir sur case noire e7 · Pion noir sur case blanche f7 · Pion noir sur case noire g7 · Pion noir sur case blanche h7 · Pion noir sur case blanche a6 · Cavalier noir sur case blanche c6 · Pion noir sur case noire d6 · Cavalier noir sur case noire f6 · Pion noir sur case blanche b5 · Cavalier blanc sur case noire d4 · Pion blanc sur case blanche e4 · Cavalier blanc sur case noire c3 · Fou blanc sur case noire e3 · Pion blanc sur case blanche f3 · Pion blanc sur case blanche a2 · Pion blanc sur case noire b2 · Pion blanc sur case blanche c2 · Dame blanche sur case noire d2 · Fou blanc sur case blanche e2 · Pion blanc sur case blanche g2 · Pion blanc sur case noire h2 · Roi blanc sur case noire c1 · Tour blanche sur case blanche d1 · Tour blanche sur case blanche h1 | 6 |
| 5 | Tour noire sur case blanche a8 · Dame noire sur case noire d8 · Tour noire sur case noire f8 · Roi noir sur case blanche g8 · Pion noir sur case noire c7 · Fou noir sur case blanche d7 · Fou noir sur case noire e7 · Pion noir sur case blanche f7 · Pion noir sur case noire g7 · Pion noir sur case blanche h7 · Pion noir sur case blanche a6 · Cavalier noir sur case blanche c6 · Pion noir sur case noire d6 · Cavalier noir sur case noire f6 · Pion noir sur case blanche b5 · Cavalier blanc sur case noire d4 · Pion blanc sur case blanche e4 · Cavalier blanc sur case noire c3 · Fou blanc sur case noire e3 · Pion blanc sur case blanche f3 · Pion blanc sur case blanche a2 · Pion blanc sur case noire b2 · Pion blanc sur case blanche c2 · Dame blanche sur case noire d2 · Fou blanc sur case blanche e2 · Pion blanc sur case blanche g2 · Pion blanc sur case noire h2 · Roi blanc sur case noire c1 · Tour blanche sur case blanche d1 · Tour blanche sur case blanche h1 | Tour noire sur case blanche a8 · Dame noire sur case noire d8 · Tour noire sur case noire f8 · Roi noir sur case blanche g8 · Pion noir sur case noire c7 · Fou noir sur case blanche d7 · Fou noir sur case noire e7 · Pion noir sur case blanche f7 · Pion noir sur case noire g7 · Pion noir sur case blanche h7 · Pion noir sur case blanche a6 · Cavalier noir sur case blanche c6 · Pion noir sur case noire d6 · Cavalier noir sur case noire f6 · Pion noir sur case blanche b5 · Cavalier blanc sur case noire d4 · Pion blanc sur case blanche e4 · Cavalier blanc sur case noire c3 · Fou blanc sur case noire e3 · Pion blanc sur case blanche f3 · Pion blanc sur case blanche a2 · Pion blanc sur case noire b2 · Pion blanc sur case blanche c2 · Dame blanche sur case noire d2 · Fou blanc sur case blanche e2 · Pion blanc sur case blanche g2 · Pion blanc sur case noire h2 · Roi blanc sur case noire c1 · Tour blanche sur case blanche d1 · Tour blanche sur case blanche h1 | Tour noire sur case blanche a8 · Dame noire sur case noire d8 · Tour noire sur case noire f8 · Roi noir sur case blanche g8 · Pion noir sur case noire c7 · Fou noir sur case blanche d7 · Fou noir sur case noire e7 · Pion noir sur case blanche f7 · Pion noir sur case noire g7 · Pion noir sur case blanche h7 · Pion noir sur case blanche a6 · Cavalier noir sur case blanche c6 · Pion noir sur case noire d6 · Cavalier noir sur case noire f6 · Pion noir sur case blanche b5 · Cavalier blanc sur case noire d4 · Pion blanc sur case blanche e4 · Cavalier blanc sur case noire c3 · Fou blanc sur case noire e3 · Pion blanc sur case blanche f3 · Pion blanc sur case blanche a2 · Pion blanc sur case noire b2 · Pion blanc sur case blanche c2 · Dame blanche sur case noire d2 · Fou blanc sur case blanche e2 · Pion blanc sur case blanche g2 · Pion blanc sur case noire h2 · Roi blanc sur case noire c1 · Tour blanche sur case blanche d1 · Tour blanche sur case blanche h1 | Tour noire sur case blanche a8 · Dame noire sur case noire d8 · Tour noire sur case noire f8 · Roi noir sur case blanche g8 · Pion noir sur case noire c7 · Fou noir sur case blanche d7 · Fou noir sur case noire e7 · Pion noir sur case blanche f7 · Pion noir sur case noire g7 · Pion noir sur case blanche h7 · Pion noir sur case blanche a6 · Cavalier noir sur case blanche c6 · Pion noir sur case noire d6 · Cavalier noir sur case noire f6 · Pion noir sur case blanche b5 · Cavalier blanc sur case noire d4 · Pion blanc sur case blanche e4 · Cavalier blanc sur case noire c3 · Fou blanc sur case noire e3 · Pion blanc sur case blanche f3 · Pion blanc sur case blanche a2 · Pion blanc sur case noire b2 · Pion blanc sur case blanche c2 · Dame blanche sur case noire d2 · Fou blanc sur case blanche e2 · Pion blanc sur case blanche g2 · Pion blanc sur case noire h2 · Roi blanc sur case noire c1 · Tour blanche sur case blanche d1 · Tour blanche sur case blanche h1 | Tour noire sur case blanche a8 · Dame noire sur case noire d8 · Tour noire sur case noire f8 · Roi noir sur case blanche g8 · Pion noir sur case noire c7 · Fou noir sur case blanche d7 · Fou noir sur case noire e7 · Pion noir sur case blanche f7 · Pion noir sur case noire g7 · Pion noir sur case blanche h7 · Pion noir sur case blanche a6 · Cavalier noir sur case blanche c6 · Pion noir sur case noire d6 · Cavalier noir sur case noire f6 · Pion noir sur case blanche b5 · Cavalier blanc sur case noire d4 · Pion blanc sur case blanche e4 · Cavalier blanc sur case noire c3 · Fou blanc sur case noire e3 · Pion blanc sur case blanche f3 · Pion blanc sur case blanche a2 · Pion blanc sur case noire b2 · Pion blanc sur case blanche c2 · Dame blanche sur case noire d2 · Fou blanc sur case blanche e2 · Pion blanc sur case blanche g2 · Pion blanc sur case noire h2 · Roi blanc sur case noire c1 · Tour blanche sur case blanche d1 · Tour blanche sur case blanche h1 | Tour noire sur case blanche a8 · Dame noire sur case noire d8 · Tour noire sur case noire f8 · Roi noir sur case blanche g8 · Pion noir sur case noire c7 · Fou noir sur case blanche d7 · Fou noir sur case noire e7 · Pion noir sur case blanche f7 · Pion noir sur case noire g7 · Pion noir sur case blanche h7 · Pion noir sur case blanche a6 · Cavalier noir sur case blanche c6 · Pion noir sur case noire d6 · Cavalier noir sur case noire f6 · Pion noir sur case blanche b5 · Cavalier blanc sur case noire d4 · Pion blanc sur case blanche e4 · Cavalier blanc sur case noire c3 · Fou blanc sur case noire e3 · Pion blanc sur case blanche f3 · Pion blanc sur case blanche a2 · Pion blanc sur case noire b2 · Pion blanc sur case blanche c2 · Dame blanche sur case noire d2 · Fou blanc sur case blanche e2 · Pion blanc sur case blanche g2 · Pion blanc sur case noire h2 · Roi blanc sur case noire c1 · Tour blanche sur case blanche d1 · Tour blanche sur case blanche h1 | Tour noire sur case blanche a8 · Dame noire sur case noire d8 · Tour noire sur case noire f8 · Roi noir sur case blanche g8 · Pion noir sur case noire c7 · Fou noir sur case blanche d7 · Fou noir sur case noire e7 · Pion noir sur case blanche f7 · Pion noir sur case noire g7 · Pion noir sur case blanche h7 · Pion noir sur case blanche a6 · Cavalier noir sur case blanche c6 · Pion noir sur case noire d6 · Cavalier noir sur case noire f6 · Pion noir sur case blanche b5 · Cavalier blanc sur case noire d4 · Pion blanc sur case blanche e4 · Cavalier blanc sur case noire c3 · Fou blanc sur case noire e3 · Pion blanc sur case blanche f3 · Pion blanc sur case blanche a2 · Pion blanc sur case noire b2 · Pion blanc sur case blanche c2 · Dame blanche sur case noire d2 · Fou blanc sur case blanche e2 · Pion blanc sur case blanche g2 · Pion blanc sur case noire h2 · Roi blanc sur case noire c1 · Tour blanche sur case blanche d1 · Tour blanche sur case blanche h1 | Tour noire sur case blanche a8 · Dame noire sur case noire d8 · Tour noire sur case noire f8 · Roi noir sur case blanche g8 · Pion noir sur case noire c7 · Fou noir sur case blanche d7 · Fou noir sur case noire e7 · Pion noir sur case blanche f7 · Pion noir sur case noire g7 · Pion noir sur case blanche h7 · Pion noir sur case blanche a6 · Cavalier noir sur case blanche c6 · Pion noir sur case noire d6 · Cavalier noir sur case noire f6 · Pion noir sur case blanche b5 · Cavalier blanc sur case noire d4 · Pion blanc sur case blanche e4 · Cavalier blanc sur case noire c3 · Fou blanc sur case noire e3 · Pion blanc sur case blanche f3 · Pion blanc sur case blanche a2 · Pion blanc sur case noire b2 · Pion blanc sur case blanche c2 · Dame blanche sur case noire d2 · Fou blanc sur case blanche e2 · Pion blanc sur case blanche g2 · Pion blanc sur case noire h2 · Roi blanc sur case noire c1 · Tour blanche sur case blanche d1 · Tour blanche sur case blanche h1 | 5 |
| 4 | Tour noire sur case blanche a8 · Dame noire sur case noire d8 · Tour noire sur case noire f8 · Roi noir sur case blanche g8 · Pion noir sur case noire c7 · Fou noir sur case blanche d7 · Fou noir sur case noire e7 · Pion noir sur case blanche f7 · Pion noir sur case noire g7 · Pion noir sur case blanche h7 · Pion noir sur case blanche a6 · Cavalier noir sur case blanche c6 · Pion noir sur case noire d6 · Cavalier noir sur case noire f6 · Pion noir sur case blanche b5 · Cavalier blanc sur case noire d4 · Pion blanc sur case blanche e4 · Cavalier blanc sur case noire c3 · Fou blanc sur case noire e3 · Pion blanc sur case blanche f3 · Pion blanc sur case blanche a2 · Pion blanc sur case noire b2 · Pion blanc sur case blanche c2 · Dame blanche sur case noire d2 · Fou blanc sur case blanche e2 · Pion blanc sur case blanche g2 · Pion blanc sur case noire h2 · Roi blanc sur case noire c1 · Tour blanche sur case blanche d1 · Tour blanche sur case blanche h1 | Tour noire sur case blanche a8 · Dame noire sur case noire d8 · Tour noire sur case noire f8 · Roi noir sur case blanche g8 · Pion noir sur case noire c7 · Fou noir sur case blanche d7 · Fou noir sur case noire e7 · Pion noir sur case blanche f7 · Pion noir sur case noire g7 · Pion noir sur case blanche h7 · Pion noir sur case blanche a6 · Cavalier noir sur case blanche c6 · Pion noir sur case noire d6 · Cavalier noir sur case noire f6 · Pion noir sur case blanche b5 · Cavalier blanc sur case noire d4 · Pion blanc sur case blanche e4 · Cavalier blanc sur case noire c3 · Fou blanc sur case noire e3 · Pion blanc sur case blanche f3 · Pion blanc sur case blanche a2 · Pion blanc sur case noire b2 · Pion blanc sur case blanche c2 · Dame blanche sur case noire d2 · Fou blanc sur case blanche e2 · Pion blanc sur case blanche g2 · Pion blanc sur case noire h2 · Roi blanc sur case noire c1 · Tour blanche sur case blanche d1 · Tour blanche sur case blanche h1 | Tour noire sur case blanche a8 · Dame noire sur case noire d8 · Tour noire sur case noire f8 · Roi noir sur case blanche g8 · Pion noir sur case noire c7 · Fou noir sur case blanche d7 · Fou noir sur case noire e7 · Pion noir sur case blanche f7 · Pion noir sur case noire g7 · Pion noir sur case blanche h7 · Pion noir sur case blanche a6 · Cavalier noir sur case blanche c6 · Pion noir sur case noire d6 · Cavalier noir sur case noire f6 · Pion noir sur case blanche b5 · Cavalier blanc sur case noire d4 · Pion blanc sur case blanche e4 · Cavalier blanc sur case noire c3 · Fou blanc sur case noire e3 · Pion blanc sur case blanche f3 · Pion blanc sur case blanche a2 · Pion blanc sur case noire b2 · Pion blanc sur case blanche c2 · Dame blanche sur case noire d2 · Fou blanc sur case blanche e2 · Pion blanc sur case blanche g2 · Pion blanc sur case noire h2 · Roi blanc sur case noire c1 · Tour blanche sur case blanche d1 · Tour blanche sur case blanche h1 | Tour noire sur case blanche a8 · Dame noire sur case noire d8 · Tour noire sur case noire f8 · Roi noir sur case blanche g8 · Pion noir sur case noire c7 · Fou noir sur case blanche d7 · Fou noir sur case noire e7 · Pion noir sur case blanche f7 · Pion noir sur case noire g7 · Pion noir sur case blanche h7 · Pion noir sur case blanche a6 · Cavalier noir sur case blanche c6 · Pion noir sur case noire d6 · Cavalier noir sur case noire f6 · Pion noir sur case blanche b5 · Cavalier blanc sur case noire d4 · Pion blanc sur case blanche e4 · Cavalier blanc sur case noire c3 · Fou blanc sur case noire e3 · Pion blanc sur case blanche f3 · Pion blanc sur case blanche a2 · Pion blanc sur case noire b2 · Pion blanc sur case blanche c2 · Dame blanche sur case noire d2 · Fou blanc sur case blanche e2 · Pion blanc sur case blanche g2 · Pion blanc sur case noire h2 · Roi blanc sur case noire c1 · Tour blanche sur case blanche d1 · Tour blanche sur case blanche h1 | Tour noire sur case blanche a8 · Dame noire sur case noire d8 · Tour noire sur case noire f8 · Roi noir sur case blanche g8 · Pion noir sur case noire c7 · Fou noir sur case blanche d7 · Fou noir sur case noire e7 · Pion noir sur case blanche f7 · Pion noir sur case noire g7 · Pion noir sur case blanche h7 · Pion noir sur case blanche a6 · Cavalier noir sur case blanche c6 · Pion noir sur case noire d6 · Cavalier noir sur case noire f6 · Pion noir sur case blanche b5 · Cavalier blanc sur case noire d4 · Pion blanc sur case blanche e4 · Cavalier blanc sur case noire c3 · Fou blanc sur case noire e3 · Pion blanc sur case blanche f3 · Pion blanc sur case blanche a2 · Pion blanc sur case noire b2 · Pion blanc sur case blanche c2 · Dame blanche sur case noire d2 · Fou blanc sur case blanche e2 · Pion blanc sur case blanche g2 · Pion blanc sur case noire h2 · Roi blanc sur case noire c1 · Tour blanche sur case blanche d1 · Tour blanche sur case blanche h1 | Tour noire sur case blanche a8 · Dame noire sur case noire d8 · Tour noire sur case noire f8 · Roi noir sur case blanche g8 · Pion noir sur case noire c7 · Fou noir sur case blanche d7 · Fou noir sur case noire e7 · Pion noir sur case blanche f7 · Pion noir sur case noire g7 · Pion noir sur case blanche h7 · Pion noir sur case blanche a6 · Cavalier noir sur case blanche c6 · Pion noir sur case noire d6 · Cavalier noir sur case noire f6 · Pion noir sur case blanche b5 · Cavalier blanc sur case noire d4 · Pion blanc sur case blanche e4 · Cavalier blanc sur case noire c3 · Fou blanc sur case noire e3 · Pion blanc sur case blanche f3 · Pion blanc sur case blanche a2 · Pion blanc sur case noire b2 · Pion blanc sur case blanche c2 · Dame blanche sur case noire d2 · Fou blanc sur case blanche e2 · Pion blanc sur case blanche g2 · Pion blanc sur case noire h2 · Roi blanc sur case noire c1 · Tour blanche sur case blanche d1 · Tour blanche sur case blanche h1 | Tour noire sur case blanche a8 · Dame noire sur case noire d8 · Tour noire sur case noire f8 · Roi noir sur case blanche g8 · Pion noir sur case noire c7 · Fou noir sur case blanche d7 · Fou noir sur case noire e7 · Pion noir sur case blanche f7 · Pion noir sur case noire g7 · Pion noir sur case blanche h7 · Pion noir sur case blanche a6 · Cavalier noir sur case blanche c6 · Pion noir sur case noire d6 · Cavalier noir sur case noire f6 · Pion noir sur case blanche b5 · Cavalier blanc sur case noire d4 · Pion blanc sur case blanche e4 · Cavalier blanc sur case noire c3 · Fou blanc sur case noire e3 · Pion blanc sur case blanche f3 · Pion blanc sur case blanche a2 · Pion blanc sur case noire b2 · Pion blanc sur case blanche c2 · Dame blanche sur case noire d2 · Fou blanc sur case blanche e2 · Pion blanc sur case blanche g2 · Pion blanc sur case noire h2 · Roi blanc sur case noire c1 · Tour blanche sur case blanche d1 · Tour blanche sur case blanche h1 | Tour noire sur case blanche a8 · Dame noire sur case noire d8 · Tour noire sur case noire f8 · Roi noir sur case blanche g8 · Pion noir sur case noire c7 · Fou noir sur case blanche d7 · Fou noir sur case noire e7 · Pion noir sur case blanche f7 · Pion noir sur case noire g7 · Pion noir sur case blanche h7 · Pion noir sur case blanche a6 · Cavalier noir sur case blanche c6 · Pion noir sur case noire d6 · Cavalier noir sur case noire f6 · Pion noir sur case blanche b5 · Cavalier blanc sur case noire d4 · Pion blanc sur case blanche e4 · Cavalier blanc sur case noire c3 · Fou blanc sur case noire e3 · Pion blanc sur case blanche f3 · Pion blanc sur case blanche a2 · Pion blanc sur case noire b2 · Pion blanc sur case blanche c2 · Dame blanche sur case noire d2 · Fou blanc sur case blanche e2 · Pion blanc sur case blanche g2 · Pion blanc sur case noire h2 · Roi blanc sur case noire c1 · Tour blanche sur case blanche d1 · Tour blanche sur case blanche h1 | 4 |
| 3 | Tour noire sur case blanche a8 · Dame noire sur case noire d8 · Tour noire sur case noire f8 · Roi noir sur case blanche g8 · Pion noir sur case noire c7 · Fou noir sur case blanche d7 · Fou noir sur case noire e7 · Pion noir sur case blanche f7 · Pion noir sur case noire g7 · Pion noir sur case blanche h7 · Pion noir sur case blanche a6 · Cavalier noir sur case blanche c6 · Pion noir sur case noire d6 · Cavalier noir sur case noire f6 · Pion noir sur case blanche b5 · Cavalier blanc sur case noire d4 · Pion blanc sur case blanche e4 · Cavalier blanc sur case noire c3 · Fou blanc sur case noire e3 · Pion blanc sur case blanche f3 · Pion blanc sur case blanche a2 · Pion blanc sur case noire b2 · Pion blanc sur case blanche c2 · Dame blanche sur case noire d2 · Fou blanc sur case blanche e2 · Pion blanc sur case blanche g2 · Pion blanc sur case noire h2 · Roi blanc sur case noire c1 · Tour blanche sur case blanche d1 · Tour blanche sur case blanche h1 | Tour noire sur case blanche a8 · Dame noire sur case noire d8 · Tour noire sur case noire f8 · Roi noir sur case blanche g8 · Pion noir sur case noire c7 · Fou noir sur case blanche d7 · Fou noir sur case noire e7 · Pion noir sur case blanche f7 · Pion noir sur case noire g7 · Pion noir sur case blanche h7 · Pion noir sur case blanche a6 · Cavalier noir sur case blanche c6 · Pion noir sur case noire d6 · Cavalier noir sur case noire f6 · Pion noir sur case blanche b5 · Cavalier blanc sur case noire d4 · Pion blanc sur case blanche e4 · Cavalier blanc sur case noire c3 · Fou blanc sur case noire e3 · Pion blanc sur case blanche f3 · Pion blanc sur case blanche a2 · Pion blanc sur case noire b2 · Pion blanc sur case blanche c2 · Dame blanche sur case noire d2 · Fou blanc sur case blanche e2 · Pion blanc sur case blanche g2 · Pion blanc sur case noire h2 · Roi blanc sur case noire c1 · Tour blanche sur case blanche d1 · Tour blanche sur case blanche h1 | Tour noire sur case blanche a8 · Dame noire sur case noire d8 · Tour noire sur case noire f8 · Roi noir sur case blanche g8 · Pion noir sur case noire c7 · Fou noir sur case blanche d7 · Fou noir sur case noire e7 · Pion noir sur case blanche f7 · Pion noir sur case noire g7 · Pion noir sur case blanche h7 · Pion noir sur case blanche a6 · Cavalier noir sur case blanche c6 · Pion noir sur case noire d6 · Cavalier noir sur case noire f6 · Pion noir sur case blanche b5 · Cavalier blanc sur case noire d4 · Pion blanc sur case blanche e4 · Cavalier blanc sur case noire c3 · Fou blanc sur case noire e3 · Pion blanc sur case blanche f3 · Pion blanc sur case blanche a2 · Pion blanc sur case noire b2 · Pion blanc sur case blanche c2 · Dame blanche sur case noire d2 · Fou blanc sur case blanche e2 · Pion blanc sur case blanche g2 · Pion blanc sur case noire h2 · Roi blanc sur case noire c1 · Tour blanche sur case blanche d1 · Tour blanche sur case blanche h1 | Tour noire sur case blanche a8 · Dame noire sur case noire d8 · Tour noire sur case noire f8 · Roi noir sur case blanche g8 · Pion noir sur case noire c7 · Fou noir sur case blanche d7 · Fou noir sur case noire e7 · Pion noir sur case blanche f7 · Pion noir sur case noire g7 · Pion noir sur case blanche h7 · Pion noir sur case blanche a6 · Cavalier noir sur case blanche c6 · Pion noir sur case noire d6 · Cavalier noir sur case noire f6 · Pion noir sur case blanche b5 · Cavalier blanc sur case noire d4 · Pion blanc sur case blanche e4 · Cavalier blanc sur case noire c3 · Fou blanc sur case noire e3 · Pion blanc sur case blanche f3 · Pion blanc sur case blanche a2 · Pion blanc sur case noire b2 · Pion blanc sur case blanche c2 · Dame blanche sur case noire d2 · Fou blanc sur case blanche e2 · Pion blanc sur case blanche g2 · Pion blanc sur case noire h2 · Roi blanc sur case noire c1 · Tour blanche sur case blanche d1 · Tour blanche sur case blanche h1 | Tour noire sur case blanche a8 · Dame noire sur case noire d8 · Tour noire sur case noire f8 · Roi noir sur case blanche g8 · Pion noir sur case noire c7 · Fou noir sur case blanche d7 · Fou noir sur case noire e7 · Pion noir sur case blanche f7 · Pion noir sur case noire g7 · Pion noir sur case blanche h7 · Pion noir sur case blanche a6 · Cavalier noir sur case blanche c6 · Pion noir sur case noire d6 · Cavalier noir sur case noire f6 · Pion noir sur case blanche b5 · Cavalier blanc sur case noire d4 · Pion blanc sur case blanche e4 · Cavalier blanc sur case noire c3 · Fou blanc sur case noire e3 · Pion blanc sur case blanche f3 · Pion blanc sur case blanche a2 · Pion blanc sur case noire b2 · Pion blanc sur case blanche c2 · Dame blanche sur case noire d2 · Fou blanc sur case blanche e2 · Pion blanc sur case blanche g2 · Pion blanc sur case noire h2 · Roi blanc sur case noire c1 · Tour blanche sur case blanche d1 · Tour blanche sur case blanche h1 | Tour noire sur case blanche a8 · Dame noire sur case noire d8 · Tour noire sur case noire f8 · Roi noir sur case blanche g8 · Pion noir sur case noire c7 · Fou noir sur case blanche d7 · Fou noir sur case noire e7 · Pion noir sur case blanche f7 · Pion noir sur case noire g7 · Pion noir sur case blanche h7 · Pion noir sur case blanche a6 · Cavalier noir sur case blanche c6 · Pion noir sur case noire d6 · Cavalier noir sur case noire f6 · Pion noir sur case blanche b5 · Cavalier blanc sur case noire d4 · Pion blanc sur case blanche e4 · Cavalier blanc sur case noire c3 · Fou blanc sur case noire e3 · Pion blanc sur case blanche f3 · Pion blanc sur case blanche a2 · Pion blanc sur case noire b2 · Pion blanc sur case blanche c2 · Dame blanche sur case noire d2 · Fou blanc sur case blanche e2 · Pion blanc sur case blanche g2 · Pion blanc sur case noire h2 · Roi blanc sur case noire c1 · Tour blanche sur case blanche d1 · Tour blanche sur case blanche h1 | Tour noire sur case blanche a8 · Dame noire sur case noire d8 · Tour noire sur case noire f8 · Roi noir sur case blanche g8 · Pion noir sur case noire c7 · Fou noir sur case blanche d7 · Fou noir sur case noire e7 · Pion noir sur case blanche f7 · Pion noir sur case noire g7 · Pion noir sur case blanche h7 · Pion noir sur case blanche a6 · Cavalier noir sur case blanche c6 · Pion noir sur case noire d6 · Cavalier noir sur case noire f6 · Pion noir sur case blanche b5 · Cavalier blanc sur case noire d4 · Pion blanc sur case blanche e4 · Cavalier blanc sur case noire c3 · Fou blanc sur case noire e3 · Pion blanc sur case blanche f3 · Pion blanc sur case blanche a2 · Pion blanc sur case noire b2 · Pion blanc sur case blanche c2 · Dame blanche sur case noire d2 · Fou blanc sur case blanche e2 · Pion blanc sur case blanche g2 · Pion blanc sur case noire h2 · Roi blanc sur case noire c1 · Tour blanche sur case blanche d1 · Tour blanche sur case blanche h1 | Tour noire sur case blanche a8 · Dame noire sur case noire d8 · Tour noire sur case noire f8 · Roi noir sur case blanche g8 · Pion noir sur case noire c7 · Fou noir sur case blanche d7 · Fou noir sur case noire e7 · Pion noir sur case blanche f7 · Pion noir sur case noire g7 · Pion noir sur case blanche h7 · Pion noir sur case blanche a6 · Cavalier noir sur case blanche c6 · Pion noir sur case noire d6 · Cavalier noir sur case noire f6 · Pion noir sur case blanche b5 · Cavalier blanc sur case noire d4 · Pion blanc sur case blanche e4 · Cavalier blanc sur case noire c3 · Fou blanc sur case noire e3 · Pion blanc sur case blanche f3 · Pion blanc sur case blanche a2 · Pion blanc sur case noire b2 · Pion blanc sur case blanche c2 · Dame blanche sur case noire d2 · Fou blanc sur case blanche e2 · Pion blanc sur case blanche g2 · Pion blanc sur case noire h2 · Roi blanc sur case noire c1 · Tour blanche sur case blanche d1 · Tour blanche sur case blanche h1 | 3 |
| 2 | Tour noire sur case blanche a8 · Dame noire sur case noire d8 · Tour noire sur case noire f8 · Roi noir sur case blanche g8 · Pion noir sur case noire c7 · Fou noir sur case blanche d7 · Fou noir sur case noire e7 · Pion noir sur case blanche f7 · Pion noir sur case noire g7 · Pion noir sur case blanche h7 · Pion noir sur case blanche a6 · Cavalier noir sur case blanche c6 · Pion noir sur case noire d6 · Cavalier noir sur case noire f6 · Pion noir sur case blanche b5 · Cavalier blanc sur case noire d4 · Pion blanc sur case blanche e4 · Cavalier blanc sur case noire c3 · Fou blanc sur case noire e3 · Pion blanc sur case blanche f3 · Pion blanc sur case blanche a2 · Pion blanc sur case noire b2 · Pion blanc sur case blanche c2 · Dame blanche sur case noire d2 · Fou blanc sur case blanche e2 · Pion blanc sur case blanche g2 · Pion blanc sur case noire h2 · Roi blanc sur case noire c1 · Tour blanche sur case blanche d1 · Tour blanche sur case blanche h1 | Tour noire sur case blanche a8 · Dame noire sur case noire d8 · Tour noire sur case noire f8 · Roi noir sur case blanche g8 · Pion noir sur case noire c7 · Fou noir sur case blanche d7 · Fou noir sur case noire e7 · Pion noir sur case blanche f7 · Pion noir sur case noire g7 · Pion noir sur case blanche h7 · Pion noir sur case blanche a6 · Cavalier noir sur case blanche c6 · Pion noir sur case noire d6 · Cavalier noir sur case noire f6 · Pion noir sur case blanche b5 · Cavalier blanc sur case noire d4 · Pion blanc sur case blanche e4 · Cavalier blanc sur case noire c3 · Fou blanc sur case noire e3 · Pion blanc sur case blanche f3 · Pion blanc sur case blanche a2 · Pion blanc sur case noire b2 · Pion blanc sur case blanche c2 · Dame blanche sur case noire d2 · Fou blanc sur case blanche e2 · Pion blanc sur case blanche g2 · Pion blanc sur case noire h2 · Roi blanc sur case noire c1 · Tour blanche sur case blanche d1 · Tour blanche sur case blanche h1 | Tour noire sur case blanche a8 · Dame noire sur case noire d8 · Tour noire sur case noire f8 · Roi noir sur case blanche g8 · Pion noir sur case noire c7 · Fou noir sur case blanche d7 · Fou noir sur case noire e7 · Pion noir sur case blanche f7 · Pion noir sur case noire g7 · Pion noir sur case blanche h7 · Pion noir sur case blanche a6 · Cavalier noir sur case blanche c6 · Pion noir sur case noire d6 · Cavalier noir sur case noire f6 · Pion noir sur case blanche b5 · Cavalier blanc sur case noire d4 · Pion blanc sur case blanche e4 · Cavalier blanc sur case noire c3 · Fou blanc sur case noire e3 · Pion blanc sur case blanche f3 · Pion blanc sur case blanche a2 · Pion blanc sur case noire b2 · Pion blanc sur case blanche c2 · Dame blanche sur case noire d2 · Fou blanc sur case blanche e2 · Pion blanc sur case blanche g2 · Pion blanc sur case noire h2 · Roi blanc sur case noire c1 · Tour blanche sur case blanche d1 · Tour blanche sur case blanche h1 | Tour noire sur case blanche a8 · Dame noire sur case noire d8 · Tour noire sur case noire f8 · Roi noir sur case blanche g8 · Pion noir sur case noire c7 · Fou noir sur case blanche d7 · Fou noir sur case noire e7 · Pion noir sur case blanche f7 · Pion noir sur case noire g7 · Pion noir sur case blanche h7 · Pion noir sur case blanche a6 · Cavalier noir sur case blanche c6 · Pion noir sur case noire d6 · Cavalier noir sur case noire f6 · Pion noir sur case blanche b5 · Cavalier blanc sur case noire d4 · Pion blanc sur case blanche e4 · Cavalier blanc sur case noire c3 · Fou blanc sur case noire e3 · Pion blanc sur case blanche f3 · Pion blanc sur case blanche a2 · Pion blanc sur case noire b2 · Pion blanc sur case blanche c2 · Dame blanche sur case noire d2 · Fou blanc sur case blanche e2 · Pion blanc sur case blanche g2 · Pion blanc sur case noire h2 · Roi blanc sur case noire c1 · Tour blanche sur case blanche d1 · Tour blanche sur case blanche h1 | Tour noire sur case blanche a8 · Dame noire sur case noire d8 · Tour noire sur case noire f8 · Roi noir sur case blanche g8 · Pion noir sur case noire c7 · Fou noir sur case blanche d7 · Fou noir sur case noire e7 · Pion noir sur case blanche f7 · Pion noir sur case noire g7 · Pion noir sur case blanche h7 · Pion noir sur case blanche a6 · Cavalier noir sur case blanche c6 · Pion noir sur case noire d6 · Cavalier noir sur case noire f6 · Pion noir sur case blanche b5 · Cavalier blanc sur case noire d4 · Pion blanc sur case blanche e4 · Cavalier blanc sur case noire c3 · Fou blanc sur case noire e3 · Pion blanc sur case blanche f3 · Pion blanc sur case blanche a2 · Pion blanc sur case noire b2 · Pion blanc sur case blanche c2 · Dame blanche sur case noire d2 · Fou blanc sur case blanche e2 · Pion blanc sur case blanche g2 · Pion blanc sur case noire h2 · Roi blanc sur case noire c1 · Tour blanche sur case blanche d1 · Tour blanche sur case blanche h1 | Tour noire sur case blanche a8 · Dame noire sur case noire d8 · Tour noire sur case noire f8 · Roi noir sur case blanche g8 · Pion noir sur case noire c7 · Fou noir sur case blanche d7 · Fou noir sur case noire e7 · Pion noir sur case blanche f7 · Pion noir sur case noire g7 · Pion noir sur case blanche h7 · Pion noir sur case blanche a6 · Cavalier noir sur case blanche c6 · Pion noir sur case noire d6 · Cavalier noir sur case noire f6 · Pion noir sur case blanche b5 · Cavalier blanc sur case noire d4 · Pion blanc sur case blanche e4 · Cavalier blanc sur case noire c3 · Fou blanc sur case noire e3 · Pion blanc sur case blanche f3 · Pion blanc sur case blanche a2 · Pion blanc sur case noire b2 · Pion blanc sur case blanche c2 · Dame blanche sur case noire d2 · Fou blanc sur case blanche e2 · Pion blanc sur case blanche g2 · Pion blanc sur case noire h2 · Roi blanc sur case noire c1 · Tour blanche sur case blanche d1 · Tour blanche sur case blanche h1 | Tour noire sur case blanche a8 · Dame noire sur case noire d8 · Tour noire sur case noire f8 · Roi noir sur case blanche g8 · Pion noir sur case noire c7 · Fou noir sur case blanche d7 · Fou noir sur case noire e7 · Pion noir sur case blanche f7 · Pion noir sur case noire g7 · Pion noir sur case blanche h7 · Pion noir sur case blanche a6 · Cavalier noir sur case blanche c6 · Pion noir sur case noire d6 · Cavalier noir sur case noire f6 · Pion noir sur case blanche b5 · Cavalier blanc sur case noire d4 · Pion blanc sur case blanche e4 · Cavalier blanc sur case noire c3 · Fou blanc sur case noire e3 · Pion blanc sur case blanche f3 · Pion blanc sur case blanche a2 · Pion blanc sur case noire b2 · Pion blanc sur case blanche c2 · Dame blanche sur case noire d2 · Fou blanc sur case blanche e2 · Pion blanc sur case blanche g2 · Pion blanc sur case noire h2 · Roi blanc sur case noire c1 · Tour blanche sur case blanche d1 · Tour blanche sur case blanche h1 | Tour noire sur case blanche a8 · Dame noire sur case noire d8 · Tour noire sur case noire f8 · Roi noir sur case blanche g8 · Pion noir sur case noire c7 · Fou noir sur case blanche d7 · Fou noir sur case noire e7 · Pion noir sur case blanche f7 · Pion noir sur case noire g7 · Pion noir sur case blanche h7 · Pion noir sur case blanche a6 · Cavalier noir sur case blanche c6 · Pion noir sur case noire d6 · Cavalier noir sur case noire f6 · Pion noir sur case blanche b5 · Cavalier blanc sur case noire d4 · Pion blanc sur case blanche e4 · Cavalier blanc sur case noire c3 · Fou blanc sur case noire e3 · Pion blanc sur case blanche f3 · Pion blanc sur case blanche a2 · Pion blanc sur case noire b2 · Pion blanc sur case blanche c2 · Dame blanche sur case noire d2 · Fou blanc sur case blanche e2 · Pion blanc sur case blanche g2 · Pion blanc sur case noire h2 · Roi blanc sur case noire c1 · Tour blanche sur case blanche d1 · Tour blanche sur case blanche h1 | 2 |
| 1 | Tour noire sur case blanche a8 · Dame noire sur case noire d8 · Tour noire sur case noire f8 · Roi noir sur case blanche g8 · Pion noir sur case noire c7 · Fou noir sur case blanche d7 · Fou noir sur case noire e7 · Pion noir sur case blanche f7 · Pion noir sur case noire g7 · Pion noir sur case blanche h7 · Pion noir sur case blanche a6 · Cavalier noir sur case blanche c6 · Pion noir sur case noire d6 · Cavalier noir sur case noire f6 · Pion noir sur case blanche b5 · Cavalier blanc sur case noire d4 · Pion blanc sur case blanche e4 · Cavalier blanc sur case noire c3 · Fou blanc sur case noire e3 · Pion blanc sur case blanche f3 · Pion blanc sur case blanche a2 · Pion blanc sur case noire b2 · Pion blanc sur case blanche c2 · Dame blanche sur case noire d2 · Fou blanc sur case blanche e2 · Pion blanc sur case blanche g2 · Pion blanc sur case noire h2 · Roi blanc sur case noire c1 · Tour blanche sur case blanche d1 · Tour blanche sur case blanche h1 | Tour noire sur case blanche a8 · Dame noire sur case noire d8 · Tour noire sur case noire f8 · Roi noir sur case blanche g8 · Pion noir sur case noire c7 · Fou noir sur case blanche d7 · Fou noir sur case noire e7 · Pion noir sur case blanche f7 · Pion noir sur case noire g7 · Pion noir sur case blanche h7 · Pion noir sur case blanche a6 · Cavalier noir sur case blanche c6 · Pion noir sur case noire d6 · Cavalier noir sur case noire f6 · Pion noir sur case blanche b5 · Cavalier blanc sur case noire d4 · Pion blanc sur case blanche e4 · Cavalier blanc sur case noire c3 · Fou blanc sur case noire e3 · Pion blanc sur case blanche f3 · Pion blanc sur case blanche a2 · Pion blanc sur case noire b2 · Pion blanc sur case blanche c2 · Dame blanche sur case noire d2 · Fou blanc sur case blanche e2 · Pion blanc sur case blanche g2 · Pion blanc sur case noire h2 · Roi blanc sur case noire c1 · Tour blanche sur case blanche d1 · Tour blanche sur case blanche h1 | Tour noire sur case blanche a8 · Dame noire sur case noire d8 · Tour noire sur case noire f8 · Roi noir sur case blanche g8 · Pion noir sur case noire c7 · Fou noir sur case blanche d7 · Fou noir sur case noire e7 · Pion noir sur case blanche f7 · Pion noir sur case noire g7 · Pion noir sur case blanche h7 · Pion noir sur case blanche a6 · Cavalier noir sur case blanche c6 · Pion noir sur case noire d6 · Cavalier noir sur case noire f6 · Pion noir sur case blanche b5 · Cavalier blanc sur case noire d4 · Pion blanc sur case blanche e4 · Cavalier blanc sur case noire c3 · Fou blanc sur case noire e3 · Pion blanc sur case blanche f3 · Pion blanc sur case blanche a2 · Pion blanc sur case noire b2 · Pion blanc sur case blanche c2 · Dame blanche sur case noire d2 · Fou blanc sur case blanche e2 · Pion blanc sur case blanche g2 · Pion blanc sur case noire h2 · Roi blanc sur case noire c1 · Tour blanche sur case blanche d1 · Tour blanche sur case blanche h1 | Tour noire sur case blanche a8 · Dame noire sur case noire d8 · Tour noire sur case noire f8 · Roi noir sur case blanche g8 · Pion noir sur case noire c7 · Fou noir sur case blanche d7 · Fou noir sur case noire e7 · Pion noir sur case blanche f7 · Pion noir sur case noire g7 · Pion noir sur case blanche h7 · Pion noir sur case blanche a6 · Cavalier noir sur case blanche c6 · Pion noir sur case noire d6 · Cavalier noir sur case noire f6 · Pion noir sur case blanche b5 · Cavalier blanc sur case noire d4 · Pion blanc sur case blanche e4 · Cavalier blanc sur case noire c3 · Fou blanc sur case noire e3 · Pion blanc sur case blanche f3 · Pion blanc sur case blanche a2 · Pion blanc sur case noire b2 · Pion blanc sur case blanche c2 · Dame blanche sur case noire d2 · Fou blanc sur case blanche e2 · Pion blanc sur case blanche g2 · Pion blanc sur case noire h2 · Roi blanc sur case noire c1 · Tour blanche sur case blanche d1 · Tour blanche sur case blanche h1 | Tour noire sur case blanche a8 · Dame noire sur case noire d8 · Tour noire sur case noire f8 · Roi noir sur case blanche g8 · Pion noir sur case noire c7 · Fou noir sur case blanche d7 · Fou noir sur case noire e7 · Pion noir sur case blanche f7 · Pion noir sur case noire g7 · Pion noir sur case blanche h7 · Pion noir sur case blanche a6 · Cavalier noir sur case blanche c6 · Pion noir sur case noire d6 · Cavalier noir sur case noire f6 · Pion noir sur case blanche b5 · Cavalier blanc sur case noire d4 · Pion blanc sur case blanche e4 · Cavalier blanc sur case noire c3 · Fou blanc sur case noire e3 · Pion blanc sur case blanche f3 · Pion blanc sur case blanche a2 · Pion blanc sur case noire b2 · Pion blanc sur case blanche c2 · Dame blanche sur case noire d2 · Fou blanc sur case blanche e2 · Pion blanc sur case blanche g2 · Pion blanc sur case noire h2 · Roi blanc sur case noire c1 · Tour blanche sur case blanche d1 · Tour blanche sur case blanche h1 | Tour noire sur case blanche a8 · Dame noire sur case noire d8 · Tour noire sur case noire f8 · Roi noir sur case blanche g8 · Pion noir sur case noire c7 · Fou noir sur case blanche d7 · Fou noir sur case noire e7 · Pion noir sur case blanche f7 · Pion noir sur case noire g7 · Pion noir sur case blanche h7 · Pion noir sur case blanche a6 · Cavalier noir sur case blanche c6 · Pion noir sur case noire d6 · Cavalier noir sur case noire f6 · Pion noir sur case blanche b5 · Cavalier blanc sur case noire d4 · Pion blanc sur case blanche e4 · Cavalier blanc sur case noire c3 · Fou blanc sur case noire e3 · Pion blanc sur case blanche f3 · Pion blanc sur case blanche a2 · Pion blanc sur case noire b2 · Pion blanc sur case blanche c2 · Dame blanche sur case noire d2 · Fou blanc sur case blanche e2 · Pion blanc sur case blanche g2 · Pion blanc sur case noire h2 · Roi blanc sur case noire c1 · Tour blanche sur case blanche d1 · Tour blanche sur case blanche h1 | Tour noire sur case blanche a8 · Dame noire sur case noire d8 · Tour noire sur case noire f8 · Roi noir sur case blanche g8 · Pion noir sur case noire c7 · Fou noir sur case blanche d7 · Fou noir sur case noire e7 · Pion noir sur case blanche f7 · Pion noir sur case noire g7 · Pion noir sur case blanche h7 · Pion noir sur case blanche a6 · Cavalier noir sur case blanche c6 · Pion noir sur case noire d6 · Cavalier noir sur case noire f6 · Pion noir sur case blanche b5 · Cavalier blanc sur case noire d4 · Pion blanc sur case blanche e4 · Cavalier blanc sur case noire c3 · Fou blanc sur case noire e3 · Pion blanc sur case blanche f3 · Pion blanc sur case blanche a2 · Pion blanc sur case noire b2 · Pion blanc sur case blanche c2 · Dame blanche sur case noire d2 · Fou blanc sur case blanche e2 · Pion blanc sur case blanche g2 · Pion blanc sur case noire h2 · Roi blanc sur case noire c1 · Tour blanche sur case blanche d1 · Tour blanche sur case blanche h1 | Tour noire sur case blanche a8 · Dame noire sur case noire d8 · Tour noire sur case noire f8 · Roi noir sur case blanche g8 · Pion noir sur case noire c7 · Fou noir sur case blanche d7 · Fou noir sur case noire e7 · Pion noir sur case blanche f7 · Pion noir sur case noire g7 · Pion noir sur case blanche h7 · Pion noir sur case blanche a6 · Cavalier noir sur case blanche c6 · Pion noir sur case noire d6 · Cavalier noir sur case noire f6 · Pion noir sur case blanche b5 · Cavalier blanc sur case noire d4 · Pion blanc sur case blanche e4 · Cavalier blanc sur case noire c3 · Fou blanc sur case noire e3 · Pion blanc sur case blanche f3 · Pion blanc sur case blanche a2 · Pion blanc sur case noire b2 · Pion blanc sur case blanche c2 · Dame blanche sur case noire d2 · Fou blanc sur case blanche e2 · Pion blanc sur case blanche g2 · Pion blanc sur case noire h2 · Roi blanc sur case noire c1 · Tour blanche sur case blanche d1 · Tour blanche sur case blanche h1 | 1 |
|   | a | b | c | d | e | f | g | h |   |

Le plan de la marée de pions ne doit pas être joué sans discernement. Aaron Nimzowitsch, dans son livre Mon système donne l'exemple d'un bon amateur qui voit d'une manière « simpliste » une partie d'échecs : « l'un des joueurs fait le petit roque, l'autre fait le grand roque ; puis on fait déferler sur chaque roque une marée de pions et le premier arrivé a gagné. » Il se sert d'une partie contre lui pour montrer la supériorité d'un jeu positionnel (où un coup sert à assainir la position) sur un jeu tactique où, à une attaque, ne peut répondre qu'un coup de défense ou une contre-attaque. 
Nimzowitsch mène les Blancs. Après que les deux adversaires ont roqué, l'amateur dit pour lui-même « Très bien, on peut y aller » et joue 10...b7-b5. Nimzowitsch comprend par là que son adversaire s'attend à la réponse 11.g2-g4. Mais il répond par le coup positionnel 11.Cc3-d5 (voir diagramme). L'idée de ce coup est qu'à une attaque « anticipée » à l'aile il faut répondre en jouant au centre. Il s'ensuit 11...Cf6xd5 12.e4xd5 Cc6xd4 13.Fe3xd4 qui permet aux Blancs d'être mieux  : leur position centrale ne pourra plus être contestée et l'aile dame des Noirs est désorganisée, ce qui sera une faiblesse en finale.